# Norrmalmsregleringen

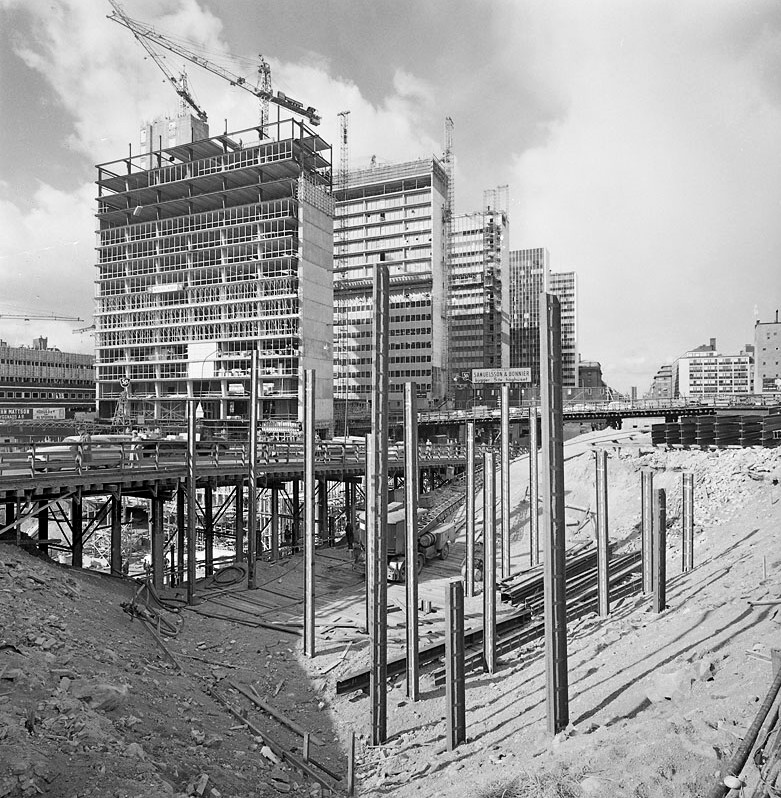
Hötorgsskraporna "De fem trumpetstötarna" under uppförande 1964. Foto: Lennart af Petersens.

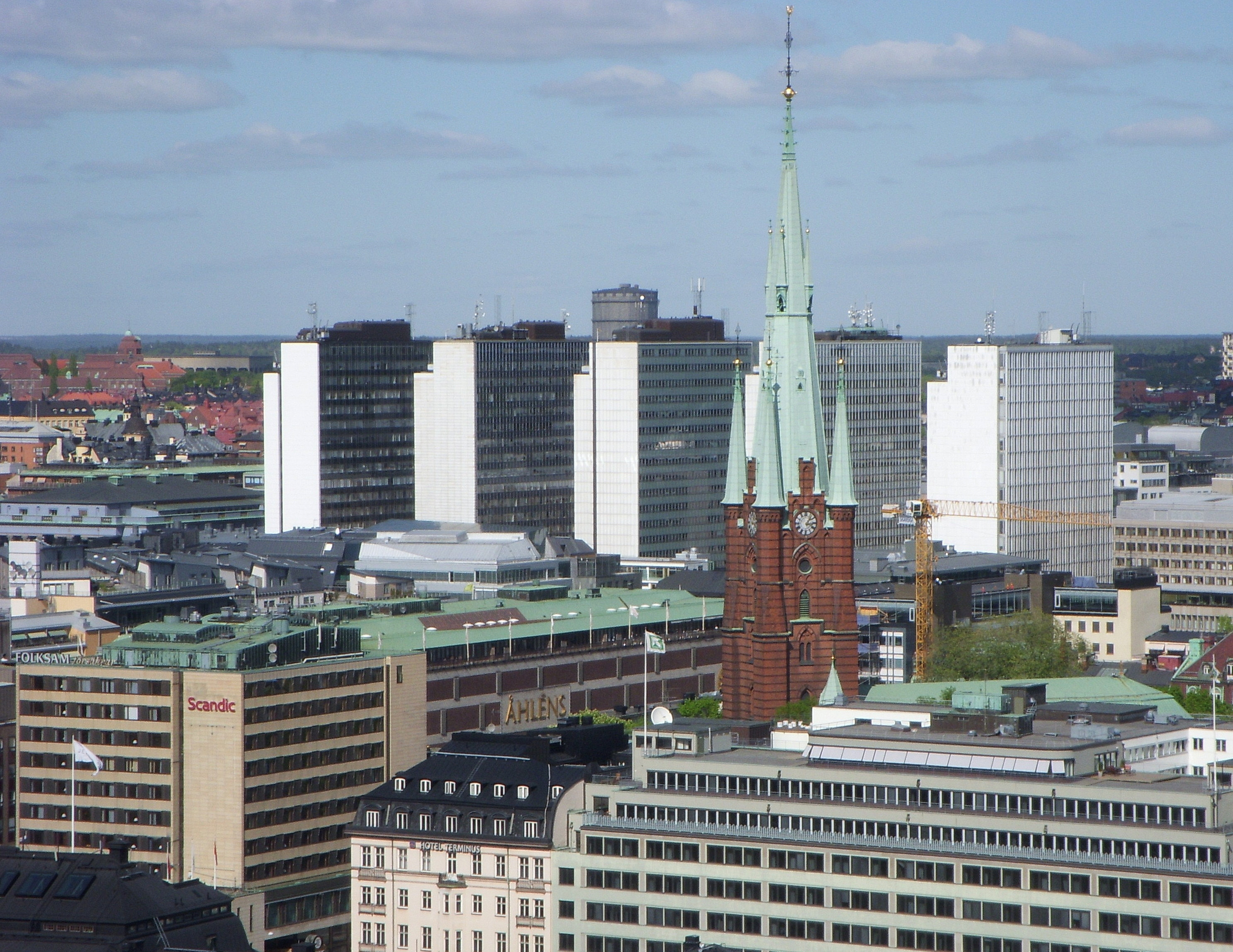
Hötorgsskraporna, Klara kyrka och Klarakvarteren, 2009.

Norrmalmsregleringen (även Citysaneringen) är den omfattande revision av stadsplanen för nedre Norrmalm i Stockholms innerstad som principiellt beslutades av stadsfullmäktige 1945 och realiserades under 1950-, 1960- och 1970-talen. Genomförandet resulterade i att Klarakvarteren fick ge plats åt det moderna Stockholms city, samtidigt som tunnelbanans utbyggnad underlättades.
Norrmalmsregleringen var den mest omfattande stadssaneringen i svensk historia och engagerade en stor del av Sveriges ledande banker, försäkrings- och byggbolag och arkitektelit. Omvandlingen av Nedre Norrmalm har både kritiserats och beundrats såväl i Sverige som utomlands, och räknas som en av de större, mest genomgripande och konsekventa cityomdaningar som genomfördes i Europa under efterkrigstiden, även inberäknat de städer som skadades svårt under kriget. Norrmalmsregleringen belönades bland annat av International Union of Architects med Sir Patrick Abercrombie Prize när det delades ut för första gången 1961. Hötorgscity blev också en direkt förebild för flera senare anläggningar i Europa, bland annat i  Hamburg och Warszawa.
Flera av de byggnader som uppfördes i samband med Norrmalmsregleringen är idag byggnadsminnesförklarade, det starkaste kulturhistoriska skyddet bebyggelse i Sverige kan åtnjuta. Samtidigt har den utpräglat modernistiska stilen gett upphov till kritik. 

## Historisk bakgrund
Tanken på en revision av Norrmalms stadsplan och en förlängning av Sveavägen över Brunkebergsåsen söderut från Kungsgatan hade funnits och diskuterats långt innan Norrmalmsregleringen beslutades.

Männen som planerade Stockholm innan Norrmalmsregleringen
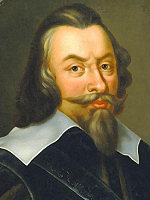
Clas Fleming (1592–1644)
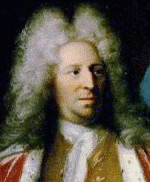
Nicodemus Tessin d.y. (1654–1728)
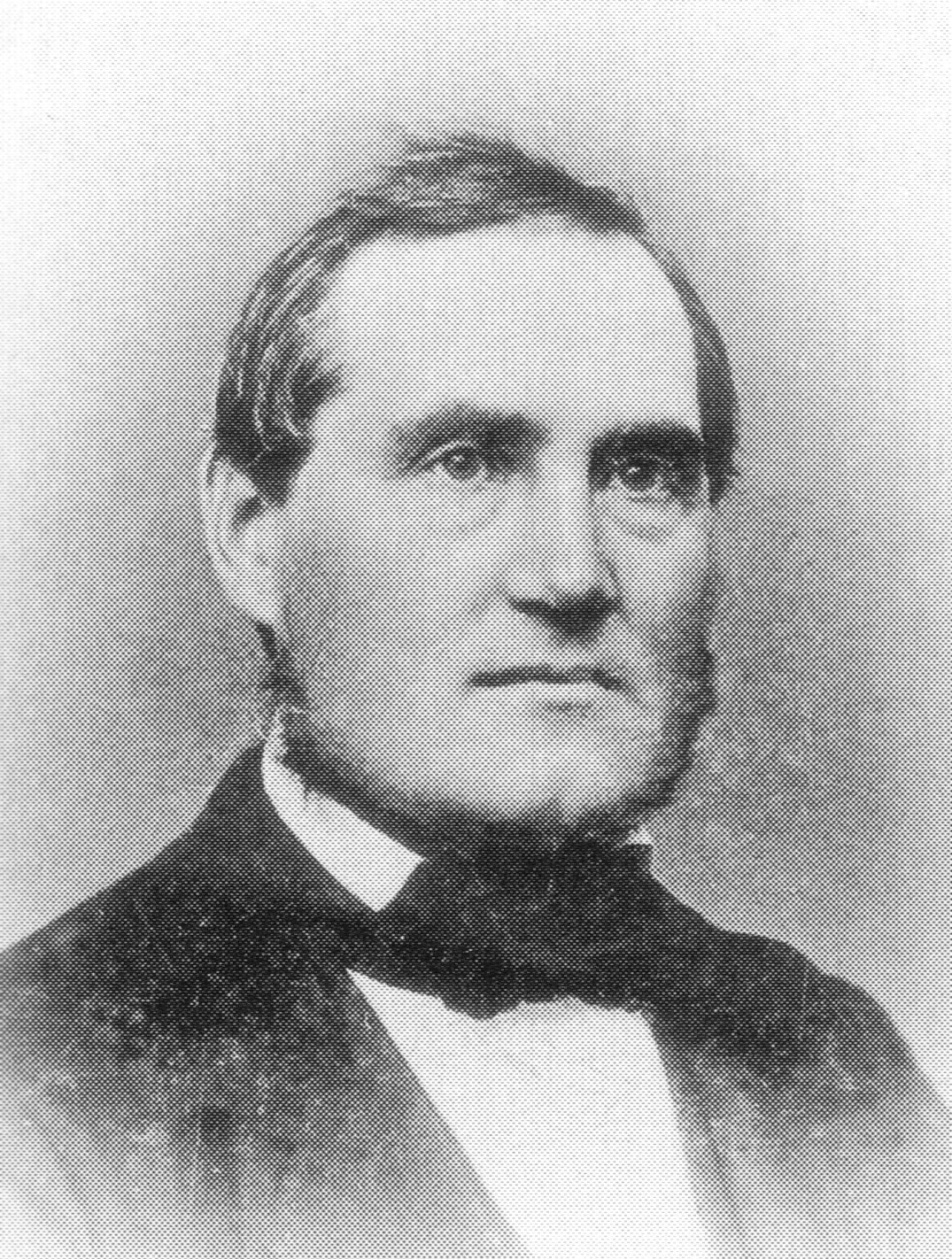
Albert Lindhagen (1823–1887)
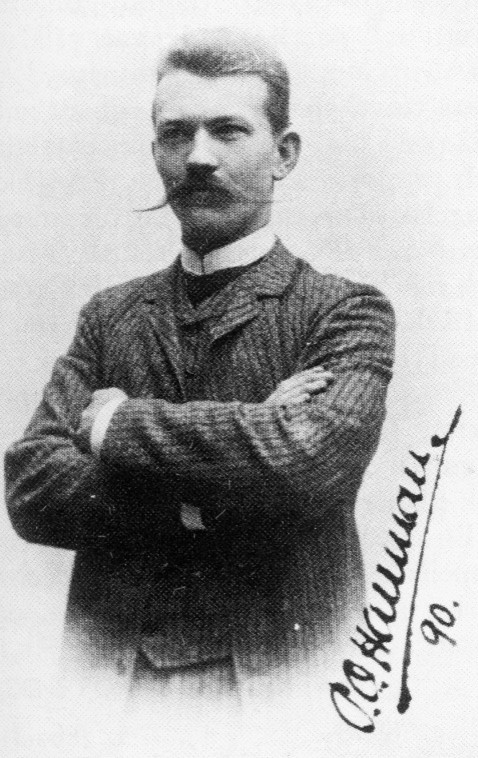
Per Olof Hallman (1869–1941)

### Flemings rutnätsplan, 1600-talet
Den ursprungliga rutnätsformade stadsplanen för Norrmalm, som liksom Gamla stan tidigare var oplanerad, skapades på 1600-talet under överståthållaren Clas Larsson Fleming. Regleringen föranleddes av Stockholms hastiga expansion som säte för förvaltningen i det växande Östersjöväldet. År 1636 erhöll generalkvartermästaren Olof Hansson Örnehufvud regeringens uppdrag att göra "en dessein på gatorna så på malmarna som här i staden, tagandes dem så breda som han någonsin kan", och regleringen genomfördes under ett par decennier därefter.

### Tessins Sveavägsboulevard, 1700-talet
Redan på 1700-talet lade Nicodemus Tessin d.y. fram en stadsplan för att förlänga och bredda Sveavägen som en lång boulevard ända ner till Gustav Adolfs torg. Däremot stämmer det inte, trots att detta ofta hävdas, att det av Gustav III planerade och påbörjade Stora Haga slott skulle stå i fonden av Sveavägen, förbunden av denna väg ända fram till Norrbro och Stockholms slott.
Under 1700-talet, eller frihetstiden, försköts stadens centrum alltmer till Norrmalm, där många av tidens ståtliga palats och institutionsbyggnader uppfördes.

### Lindhagens stadsplanekommission, 1800-talet

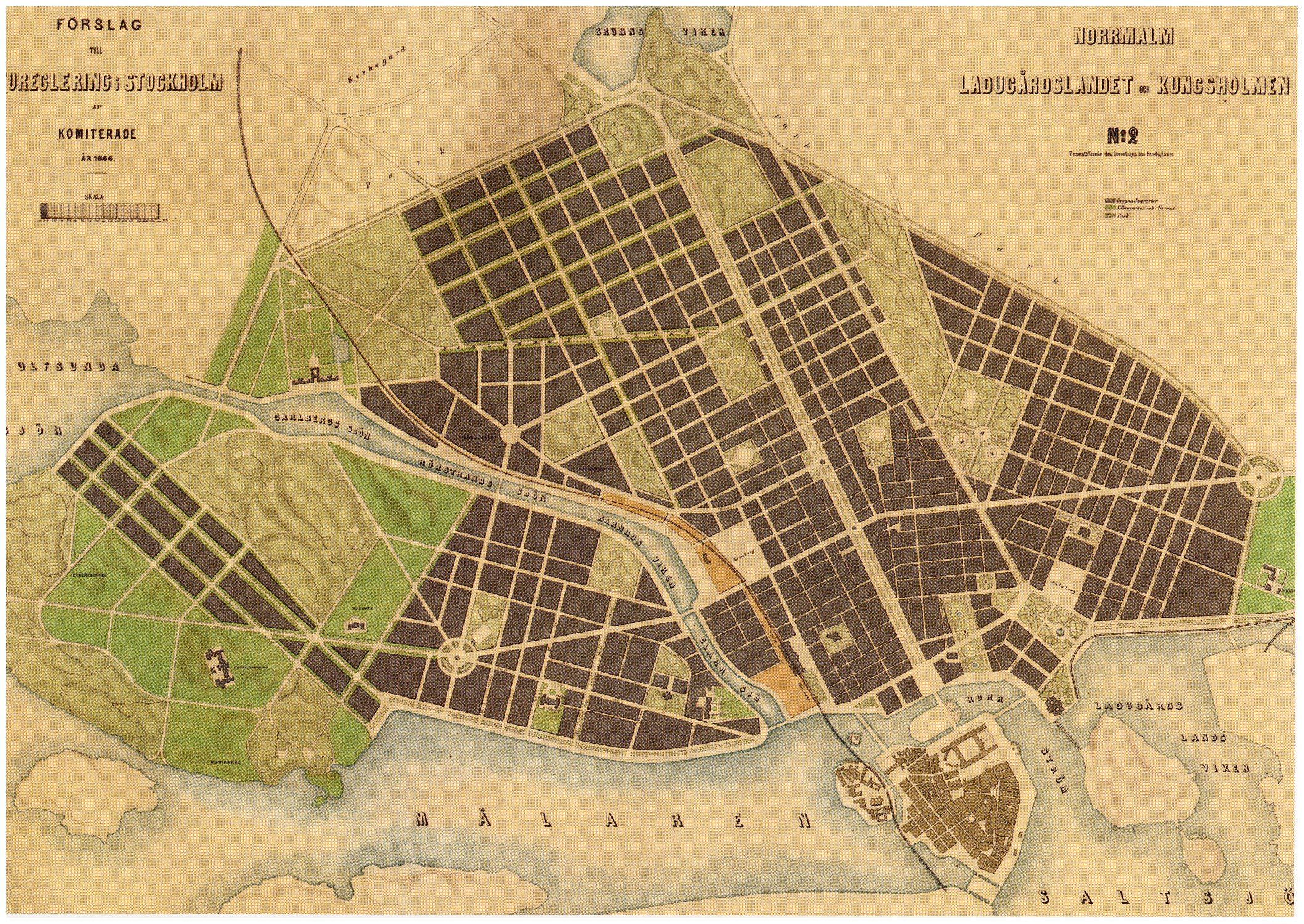
Lindhagens plan för Norrmalm och Kungsholmen, 1866.

År 1866 lade en stadsplanekommission ledd av juristen Albert Lindhagen och under medverkan av överstelöjtnanten och den stockholmska vattenledningens upphovsman Wilhelm Leijonancker fram en generalplan för att ge stadsdelen luft, ljus och grönska. Kommissionen föreslog ett reglerat gatunät med rutnät och stora fyrkantiga kvarter, omgivet och genomkorsat av stora boulevarder, i stil med Haussmanns stora samtida förändringar av Paris men där inspirationen från Sankt Petersburg också spelade roll. Däribland föreslog kommissionen i nord-sydlig riktning en 70 meter bred Sveaväg som liknades vid Boulevard Sebastopol och Unter den Linden  från Brunnsviken ända fram till Gustav Adolfs torg, utan hänsyn till bebyggelse eller terräng, rätt över Adolf Fredriks kyrka, Hötorget och Brunkebergstorg. I öst-västlig riktning föreslogs en förbindelse mellan Lidingöbro och Traneberg.

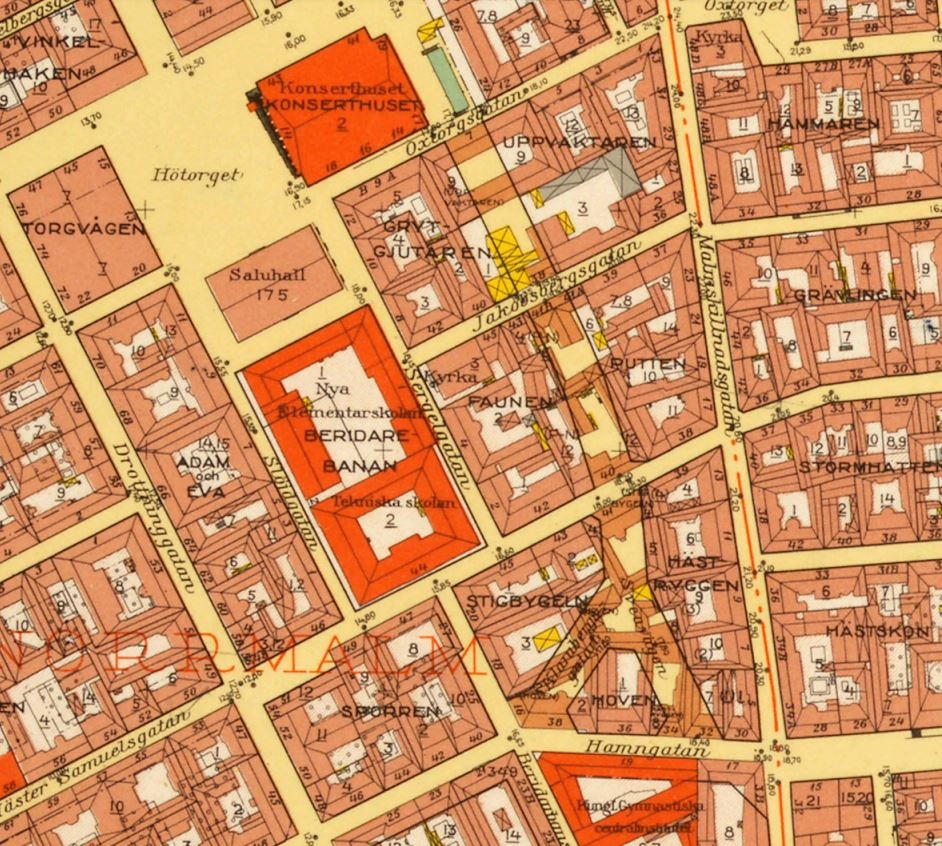
Sveavägens tänkta dragning söderut genom tättbebyggda kvarter till Hamngatan, 1938.

Lindhagenplanen antogs aldrig av Stadsfullmäktige och endast delar genomfördes efter hårda strider och revideringar under 1870- och 1880-talen. Sveavägsavenyn blev till en 33 meter bred huvudgata, förskjuten åt öster för att lämna kyrkan i fred, och länge framdragen bara ett kvarter söder om Kungsgatan.

### 1912 års stadsplan
På 1910-talet debatterades åter Sveavägens förlängning, utifrån Lindhagens planer. År 1912 fastställdes en av stadsplanedirektören Per Olof Hallman ritad stadsplan enligt vilken Sveavägen skulle dras vidare söderut från Kungsgatan till Hamngatan, dock endast 18 meter bred, detta på grund av kommunens svåra ekonomiska situation. Söder om Mäster Samuelsgatan skulle den grena sig mot öst och väst och på så vis bilda ett tresidigt vägområde med ett sexsidigt minikvarter i mitten, kallat kvarteret Hoven (inofficiellt kallat Guldklimpen). Denna dragning finns utritad i Stockholms officiella kartor från 1920- och 1940-talen. Kvarteret Hoven blev sedermera till Sveaplatsen och heter i dag Sergels torg.
Planen förverkligades aldrig, men när man långt senare och efter en mängd olika förslag slutligen bestämde Sveavägens förlängning och sträckning kom planen att genomföras i stora drag, med undantag för förgreningen, enligt Hallmans förslag.
År 1927 löpte Per Olof Hallmans förordnande som stadsplanedirektör ut, men hans uppdrag förlängdes inte utan stadsplanenämnden valde att istället erbjuda befattningen åt den vid denna tid mest ansedde stadsplaneraren i landet, Albert Lilienberg, som hade motsvarande tjänst i Göteborg.

## Beslutsprocess
Den långa politiska debatten inför 1900-talets stora reglering av Norrmalm kom igång redan i slutet av 1920-talet, i takt med att trafiken ökade. Beslutet kom att fördröjas av uppslitande konflikter mellan olika stridande falanger som även delade politiska partier. Även ekonomiska kriser lade hämsko på omvandlingsprocessen.  Men också andra världskriget försinkade saneringen.

### Förändringstryck
Stor enighet fanns om att en reglering och modernisering av Nedre Norrmalm började bli akut. Behoven var huvudsakligen:
- Infrastruktur: Stadsplanerare pekade på att Stockholms innerstad inte var anpassad till den snabbt växande befolkningen och den infrastruktur som denna fordrade. Utbyggnaden av kollektivtrafiken i form av tunnelbana krävde omfattande rivningar i bland annat Klarakvarteren för att kunna genomföras och blev den avgörande faktorn vid regleringsbeslutet. Den kraftigt växande motortrafiken ställde också krav på såväl större genomfartsleder som bättre säkerhet för fotgängare.
- Sanering: Klara ansågs av en del[vilka?] vara förslummat vid den tid då rivningarna startade. Bostadsbeståndet var huvudsakligen från före 1900 och oftast omodernt, lägenheterna var små och saknade till stora delar hygienutrymmen. Dessutom hade ett byggnadsförbud för fastigheter med exproprieringstillstånd i väntan på regleringen ökat behovet av sanering. Gator och gårdar var trånga och ansågs ge mörka och ohygieniska bostäder och arbetsplatser. Vidare var det ofta mer lönsamt att bygga nytt än att renovera gammalt.
- Citybildning: Näringsliv och institutioner hade sedan järnvägen kom på 1860-talet[34] alltmer flyttat från Gamla Stan till det av Brunkebergsåsen uppdelade Norrmalm. Staden ansågs behöva en modern koncentrerad stadskärna anpassad för arbetslivets behov.

Tiden präglades även av framstegsoptimism. De funktionalistiska idéerna hade sedan Stockholmsutställningen 1930 en stark ställning i Sverige. Ut till nya bostadsområden som Traneberg och Hammarbyhöjden flyttade trångbodda och barnrika familjer från innerstaden. 

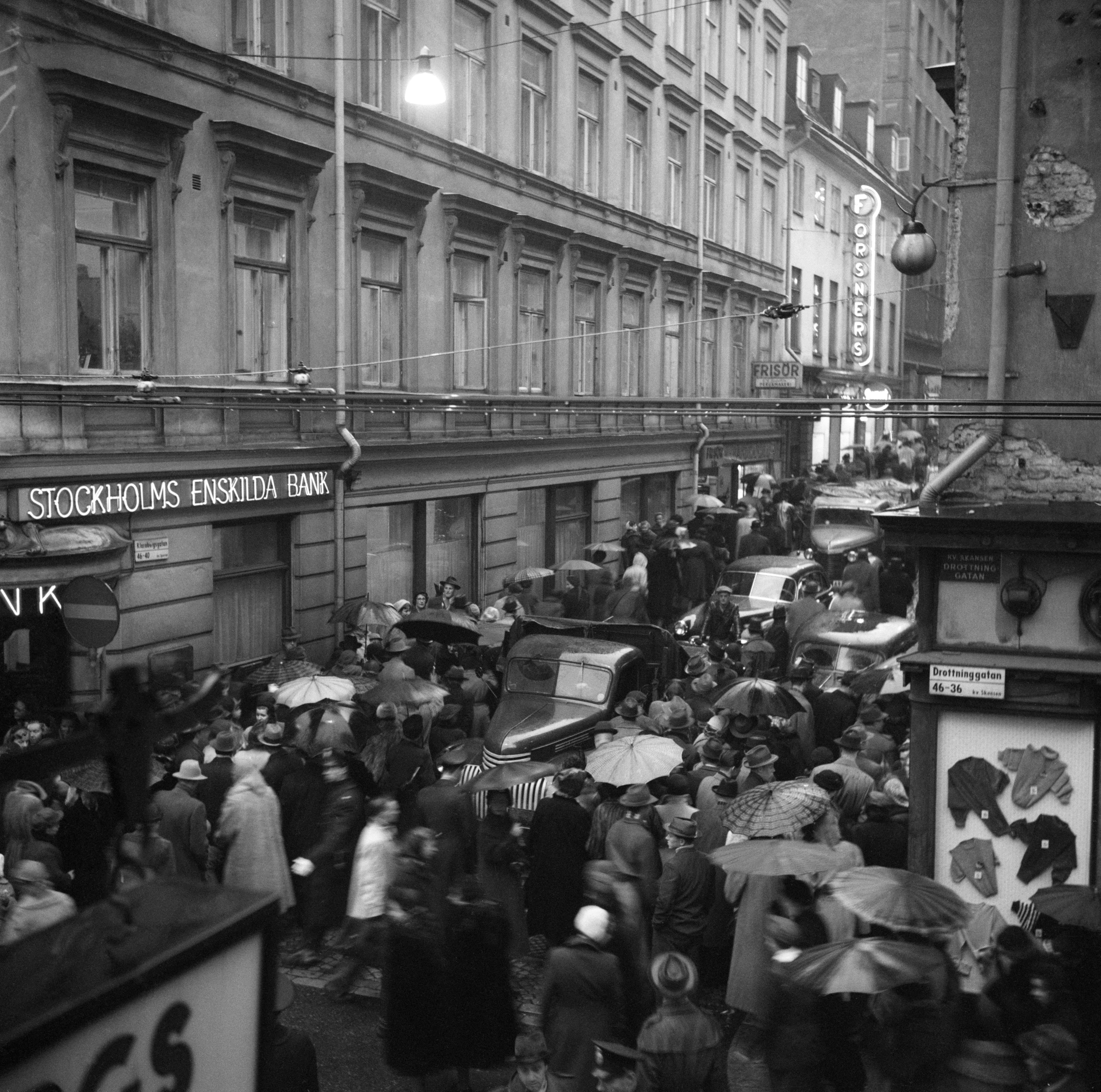
Trafikproblemen: Klarabergsgatan österut, vid Drottninggatan 1952.
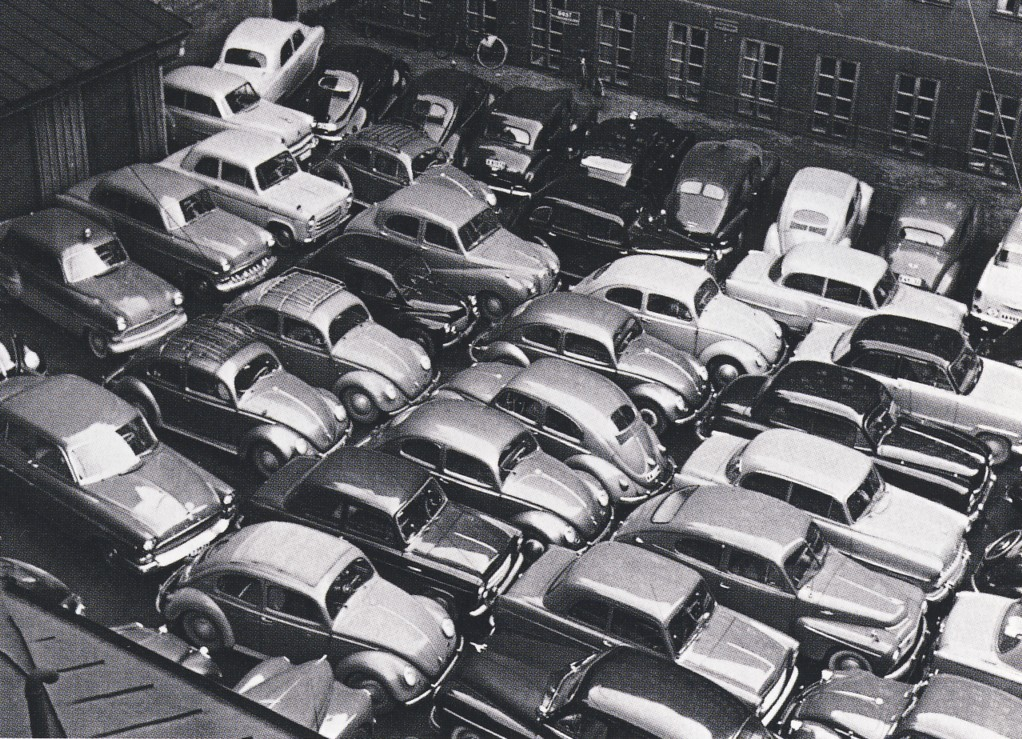
Parkering på Televerkets gård på Norrmalm 1956.
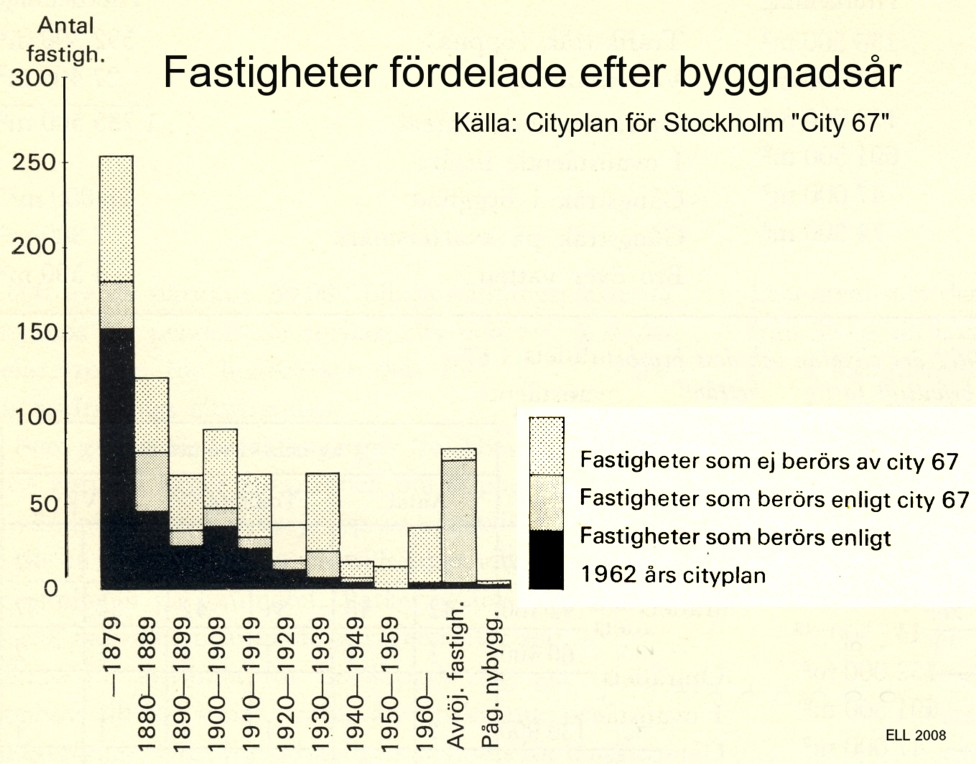
Diagram: "Fastigheter fördelade efter byggnadsår" enligt City 67.

### Lilienbergs generalplan 1928

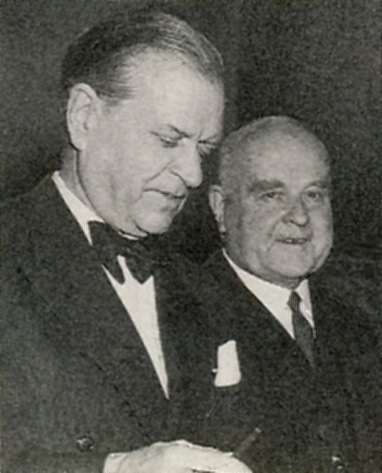
Albert Lilienberg (till höger) och Sven Markelius, cirka 1954.

Den nytillträdde stadsbyggnadsdirektören Albert Lilienbergs Generalplan af Stockholm 1928 blev startskottet för debatten inför 1945 års regleringsbeslut. Lilienbergs förslag innebar en förlängning av Sveavägen till Hamngatan och ända fram till Gustav Adolfs Torg, i linje med Lindhagen och Tessins gamla planer. 
För att minimera den bebyggda markytan vid den nya Sveavägen ville Lilienberg bygga tio skyskrapare i art deco-stil, som han blivit inspirerad av under en besök i New York, ett slags Times Square i Stockholm. Generalplanen påminde om den redan anlagda amerikainspirerade Kungsgatan med Kungstornen. 
Den framlagda planen kom dock inte att antas, efter att nej-sidan med knapp majoritet vunnit en omröstning i stadshuset. En inflytelserik motståndare till planen var folkpartisten borgarrådet Yngve Larsson.

### Internationell stadsplanetävling utlystes 1932
År 1932 utlyste Stockholms stad en internationell stadsplanetävling inför regleringen av Nedre Norrmalm. 350 bidrag lämnades in från bland andra några av tidens största arkitekter, däribland Le Corbusiers och Alvar Aaltos förslag som skulle ha inneburit rivning av stora delar av innerstaden till fördel för en ren höghusbebyggelse. Le Corbusiers lamellhus i förslaget "Hus i park" sträckte sig även över hela Södermalm. Den tyske arkitekten och förre Bauhaus-rektorn Walter Gropius, som var nära bekant med Sven Markelius, bad om information om tävlingen, men något förslag kom aldrig från honom. Även arkitekt Sigurd Lewerentz deltog i tävlingen men hans bidrag fick ingen större förståelse. Le Corbusiers ande svävade över förslaget och liksom dennes bidrag "Hus i park" delade Lewerentz upp staden i trafik, boende och rekreation.
Det delades ut tre förstapris, ett till ett arkitektkontor i London, ett till ett New York-kontor och ett till två anställda i Stockholms stad, civilingenjören Åke Virgin vid fastighetskontoret och arkitekt Thure Bergentz, båda anställda på stadsplanekontoret. Deras förslag hade stora likheter med Lilienbergs plan. Eftersom Albert Lilienberg ingick i prisnämnden blev deras förslag diskvalificerat, då någon som stod tävlingsdomaren nära (Lilienberg var Bergentz' chef) ej fick delta i tävlingen.
I facktidskriften Byggmästaren kritiserade Sven Markelius 1934 hela tävlingen. Le Corbusiers förslag, menade han, "...tillhör dem man för all del inte ville se utförda."  Markelius tyckte även att utländska deltagare inte rimligtvis kunde sätta sig in i så lokala frågor som utformningen av Stockholms innerstad. Svenska Dagbladets redaktör däremot gillade förslaget. Den 23 december 1933 skrev han bland annat "Det mest konsekventa av de utopiska förslagen" och "BORDE INKÖPAS" samt "Spirituell Stockholmsvariant av Le Corbusiers idealstadsplan".
Tävlingen förde alltså inte projektet med Norrmalmsregleringen vidare och arbetet fortsatte att bedrivas i Albert Lilienbergs anda vid Stockholms stadsbyggnadskontor med mycket kritik utifrån. 
Tage William-Olsson (mannen bakom Slussens fyrklöverbladslösning) hörde till de mest kritiska arkitekterna och kom med alternativa förslag, likaså Paul Hedqvist, då professor på Kungliga Konsthögskolan. Även Stockholms gatukontor hade lämnat ett förslag som hade stora likheter med Hedqvists och William-Olssons skisser och modeller. Stadsträdgårdsmästare Holger Blom fann stadsbyggnadskontorets olika förslag klumpiga och naiva i sin optimism och Erik Lallerstedt menade att "… ett antagande av (stadsbyggnads-)kontorets förslag skulle betyda, att vår stad för decennier stode under rivning – undvik detta!"
Nedre Norrmalm var en av de stora frågor som debatterades av planerare och arkitekter under mellankrigstiden.

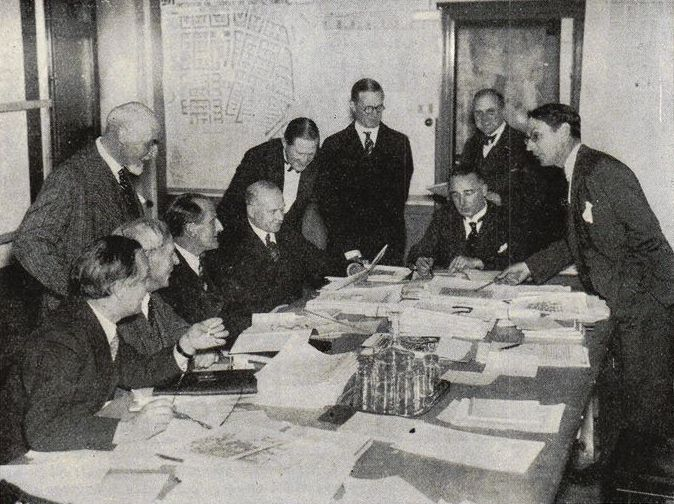
Stadsplanetävlingens prisnämnd 1933.
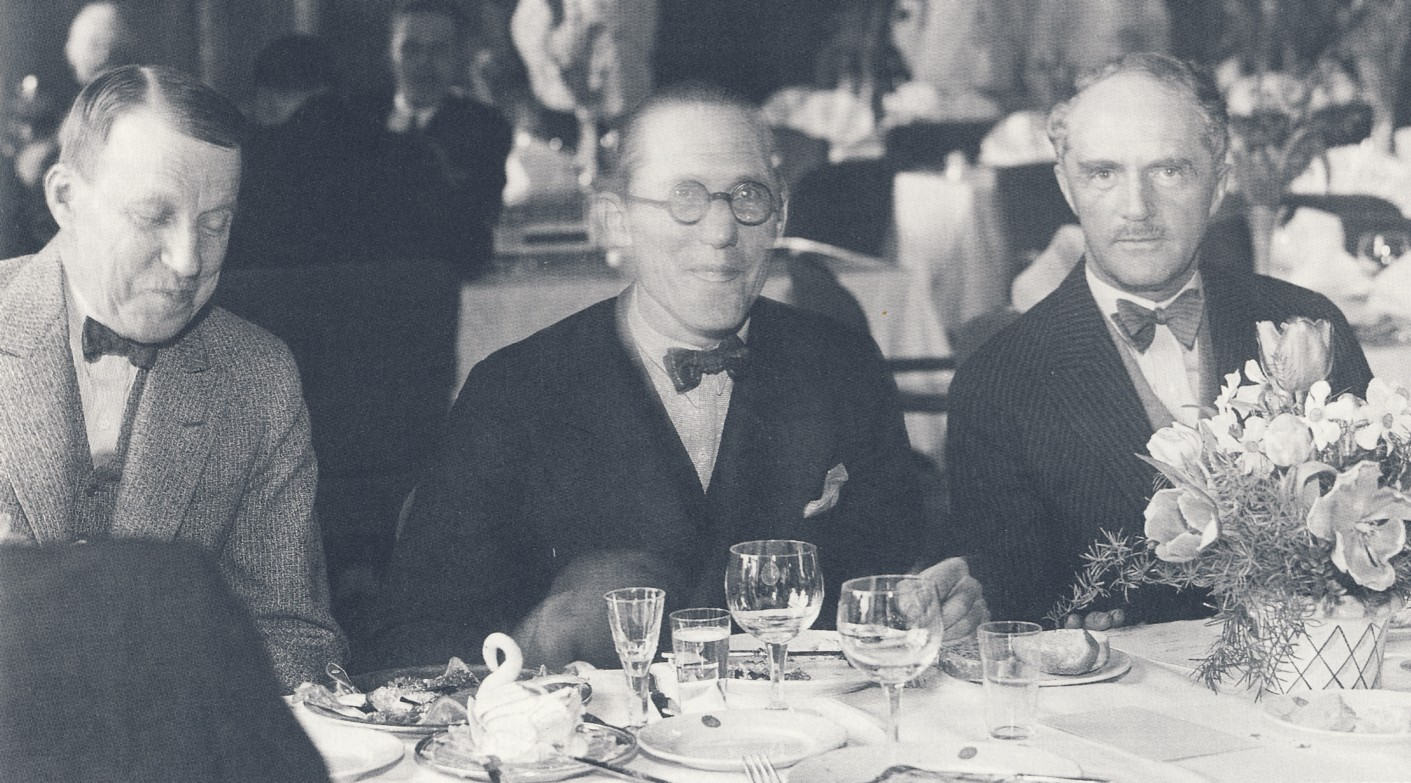
Tre stora arkitekter 1933 på Operakällaren i Stockholm, från vänster: Erik Lallerstedt, Le Corbusier och Ivar Tengbom.
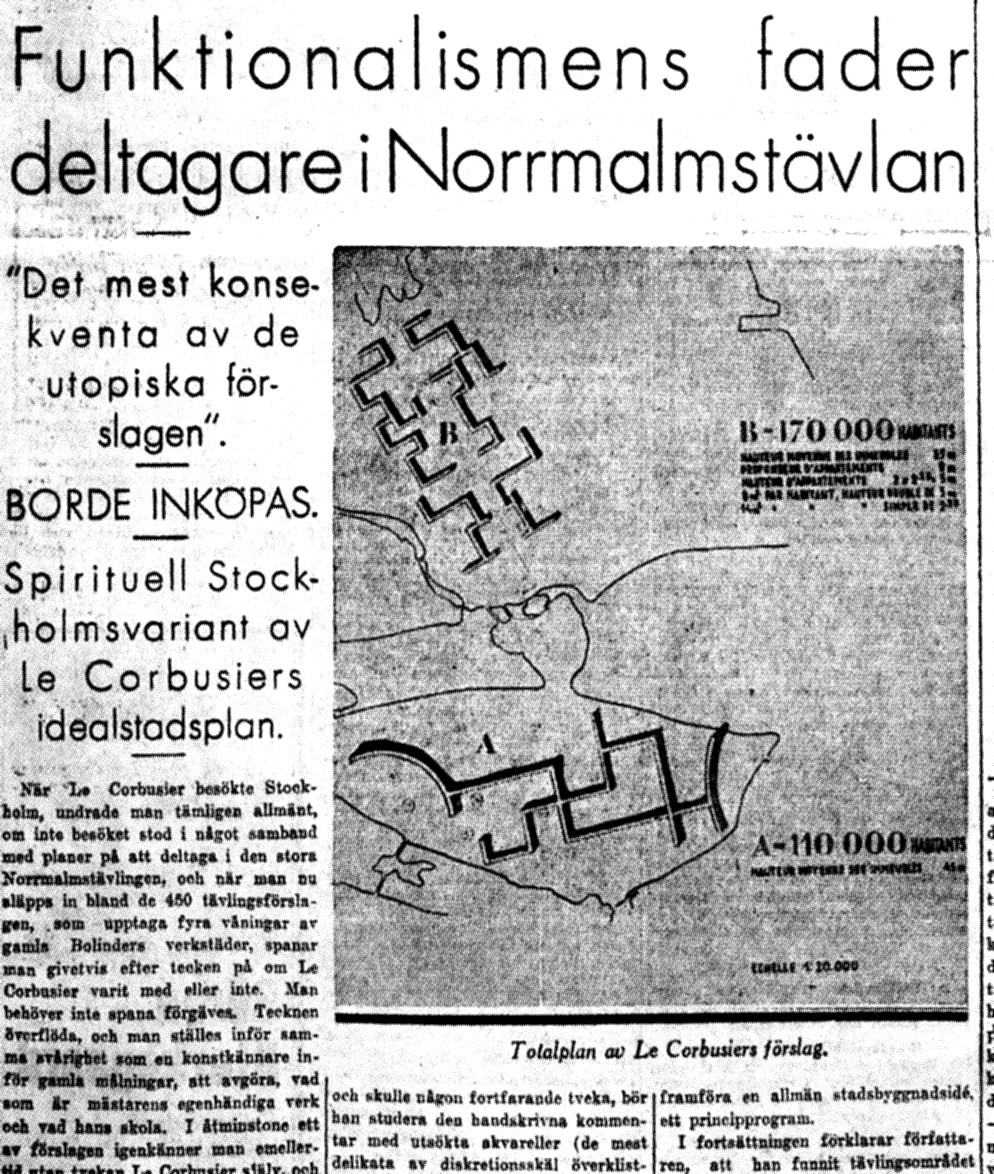
Svenska Dagbladet kommenterar Le Corbusiers förslag den 23 december 1933.

### Principbeslut 1945

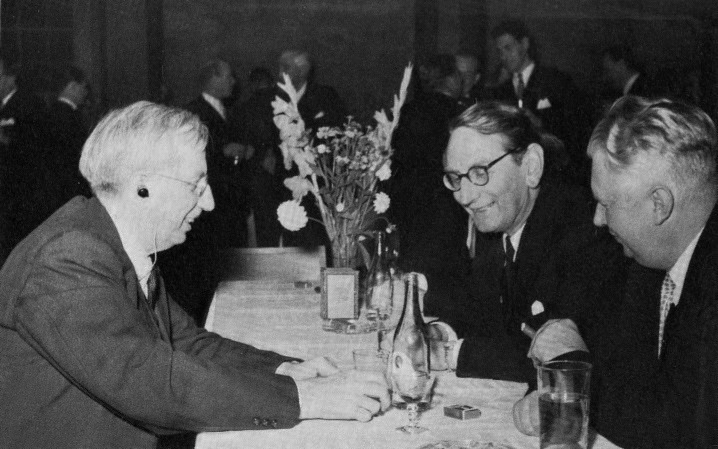
Regleringens initiativtagare stadsbyggnadsborgarrådet Yngve Larsson, här flankerad av finansborgarrådet Z Höglund (vänster) och fullmäktigeordföranden Carl Albert Andersson (höger), 1940-talet.

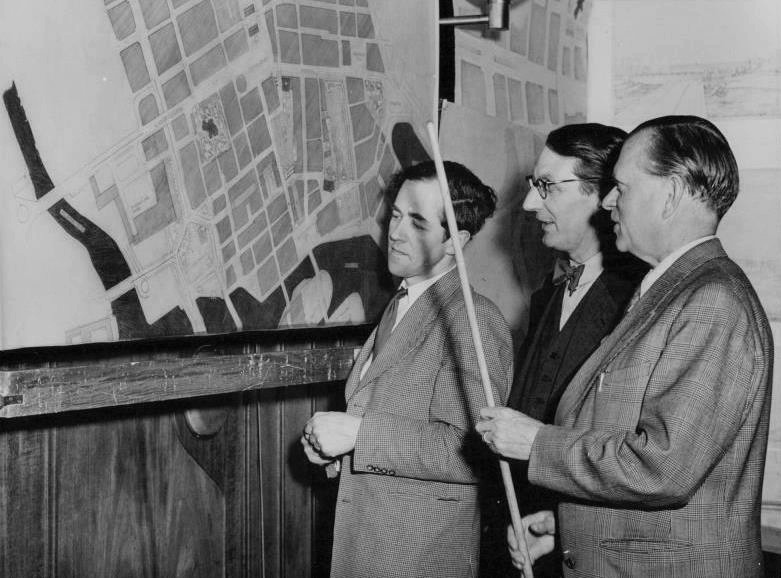
David Helldén, Yngve Larsson och Sven Markelius framför regleringskartan över Nedre Norrmalm som ingick i 1946 års cityplan.

På stadsbyggnadsborgarrådet Yngve Larssons initiativ beslutade stadsfullmäktige 1944 att upprätta en ny generalplan för Stockholm. Promemorian Det framtida Stockholm: Riktlinjer för Stockholms generalplan, där de grundläggande förutsättningarna för trafiksystemet fastställdes, upprättades därefter under våren 1945 på stadsplanekontoret.  
En förutsättning för planen var övertygelsen att näringslivet ville ha huvudkontor i City enligt amerikansk CBD-modell, en övertygelse som var så stark att man inte ens brydde sig om att fråga. En annan förutsättning var att man tog för givet att folk inte ville bo centralt utan hellre glest utspritt utanför tullarna.  
Det principiella regleringsbeslutet om Sveavägens framdragande till Sveaplatsen och Hamngatan fattades i stadsfullmäktige den 18 juni 1945.
Alternativen var nu två: Neddragning av Sveavägen hela vägen till Gustav Adolfs torg enligt Lilienbergs och Lindhagens riktlinjer (Stadsplanekontorets förslag), och Gatukontorets förslag där Sveavägen skulle sluta vid Hamngatan och trafiken föras vidare till Vasagatan och Regeringsgatan, som därför måste breddas. 
Mot Stadsplanekontorets förslag, som Lilienberg stod bakom, framfördes flera tunga skäl:
- Huvudtrafiken på Sveavägen skulle ledas över Norrbro till Slottskajen, som inte kunde svälja så mycket trafik.
- Den estetiska effekten av att ha Slottet i fonden var övervärderad; man skulle möta Slottet från dess mindre attraktiva norra sida och det var aldrig Tessins idé.
- Omfattade rivningar norr om Gustav Adolfs torg skulle krävas.
- Det fanns tre tunga motförslag (av Paul Hedqvist, Tage William-Olsson och Gatukontoret) som alla förordade att inte dra ner Sveavägen till Gustav Adolfs torg.

Inte heller Gatukontorets förslag var problemfritt. Trafiken kring Tegelbacken hade en plankorsning mellan tåg, spårvagn och gatutrafik där ständigt nerfällda järnvägsbommar ledde till trafikkaos – det så kallade Tegelbackseländet.
Både Socialdemokraterna och Högerpartiet (moderaterna) var splittrade i frågan, medan Sveriges kommunistiska parti och Folkpartiet med Yngve Larsson i spetsen var enhälligt för Gatukontorets förslag, som därför segrade efter en sjutimmarsdebatt.
Socialdemokraternas Zeth Höglund manade till försiktighet: 
| ” | Alla kulturhistoriska, estetiska och kommersiella skäl tala för att här gå varsamt fram. Man skall rubba det bestående så litet som möjligt, herr Ahlén; det är ju en god konservativ grundsats att rubba det så litet som möjligt. Den satsen gillar jag icke i dess allmännelighet, när det gäller sociala förhållanden, men när det gäller estetiska och kulturhistoriska värden kunna vi vara överens om den. | „ |

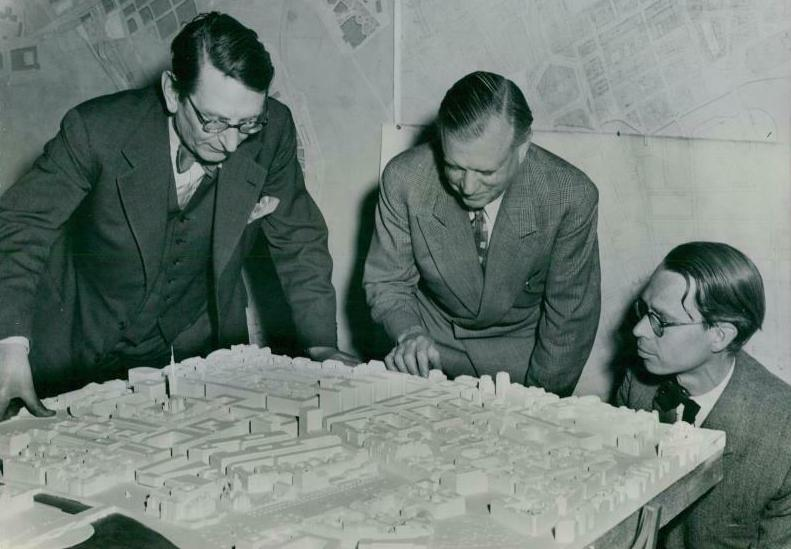
Borgarrådet Larsson med arkitekterna Markelius och Ahlberg vid en modell av Nedre Norrmalm 1946.

Gatukontoret kunde nu gå vidare med planen och år 1946 presenterades ett mer utarbetat förslag. Största skillnaden var att trafiken nu skulle ledas vidare västerut i en tunnel från Sveaplatsen (senare Sergels torg) fram till Tegelbacken, där den skulle kopplas ihop med den framtida Centralbron.  Tunnelgrenen under Brunkebergsåsen och vidare österut föreslogs först i 1962 års cityplan.

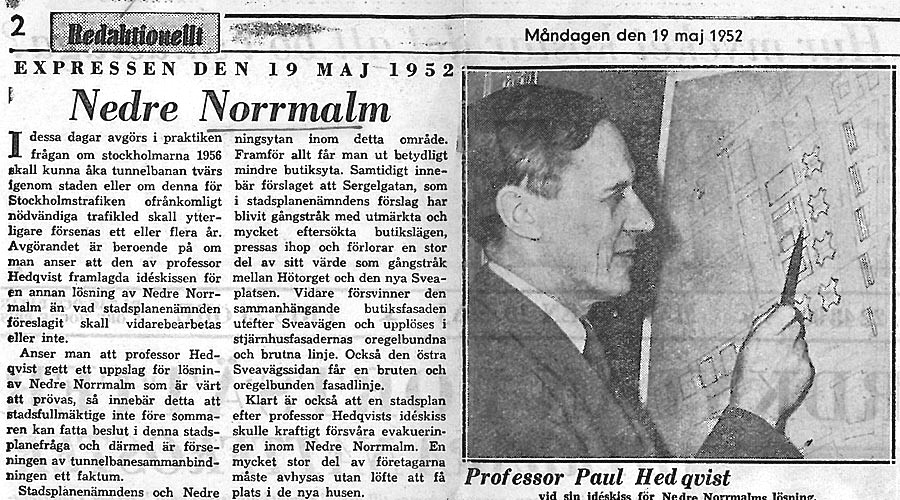
Paul Hedqvist och hans förslag med sex höghus i Expressen den 19 maj 1952.

Höghusen vid Hötorget hade diskuterats i åratal, redan 1928 hade Artur von Schmalensee kommit med ett förslag med nio 30-våningshöghus. Men det fanns idéer med både två, tre, fyra och sex höghus.  Att det skulle bli en viktig accent med höghus i citykärnan var alla överens om, mindre om utformningen. Länge arbetade Stadsbyggnadskontoret med ett alternativ med fyra höghus, men man ville ha ett högt exploateringstal (utnyttjandegrad) och då hade fyra höghus blivit klumpigare än fem smäckra för samma exploateringstal. Samtidigt gav antalet fem en annan dynamik än fyra, eller som David Helldén, arkitekt vid stadsbyggnadskontoret, uttryckte det: " ...man ger en dam fem rosor, inte fyra." Paul Hedqvist tyckte ändå att stadsbyggnadskontorets förslag liknade ett "Grönköpings Manhattan", hans eget förslag med sex stjärnhöghus betecknades i debatten som ett "Gröndals Manhattan" (Backström & Reinius' Stjärnhusen, Gröndal var just aktuella då).
Kostnaderna som beräknades för regleringen av Nedre Norrmalm, och som låg till grund för 1945 års beslut, rörde sig om en summa på bortåt 40 miljoner kronor (med relativt små variationer mellan de olika förslagen) för fastighetskostnader och gatukostnader. Därtill kom ett belopp på 7,3 miljoner kronor för tunnelbanans sträckning som berörde Nedre Norrmalm samt gatukostnaden för Tegelbacken på cirka 18 miljoner kronor och den planerade tunneln under Blasieholmen med upp till 16,8 miljoner kronor. Notan beräknades därmed bli totalt cirka 82 miljoner kronor, i 1939 års penningvärde.
En fördjupning och utvidgning av 1946 års cityplan resulterade i Cityplan 1962 och Cityplan 1967, som antogs 1963 respektive 1967.
| ”                                                                                   | Gå Sveavägen söder ut, låt oss säga en aprildag 1965! På andra sidan Kungsgatskorset och de breda boulevardernas mera konventionella husblock reser sig en helt ny arkitektur, väldig i sin skala, men ändå ljus, lätt, nästan elegant, med sina tvärställda himmelssträvande huskroppar. Mellan dem lyser västerhimlen, med blåa fläckar och farande moln, med skuggor och dagrar över de metallglänsande fasaderna. De fem höghusen upprepar, med något olika klangfärg, samma motiv, det ena följer på det andra i den stora, nästan högtidliga ordning stadsbyggaren bestämt. Och under dem rör sig, sorlande, intensivt och färgrikt, storstadens liv, samlat inom en stor arkitektonisk gemenskap. | „ |
| – borgarrådet Yngve Larsson, inför stadsfullmäktige vid behandlingen av stadsplanen | |   |

## Genomförande

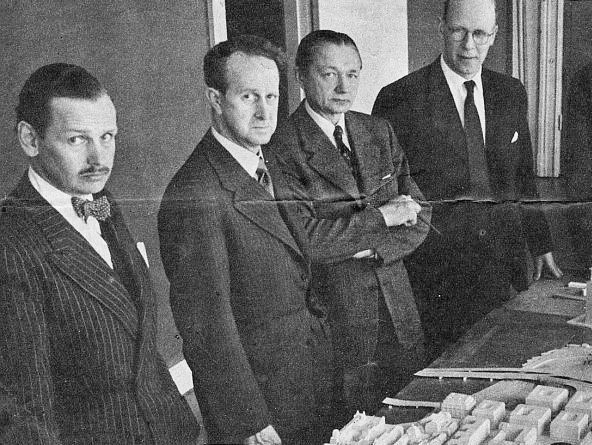
På stadsbyggnadskontoret 1956, inför Norrmalmsregleringens genomförande: Stadsbyggnadsdirektören arkitekt Göran Sidenbladh, norrmalmsregleringens chef, ingenjör Åke Hedtjärn, förste ingenjören Carl-Henrik af Klercker på stadsbyggnadskontorets trafikbyrå, utredningschefen Anders Nordberg.

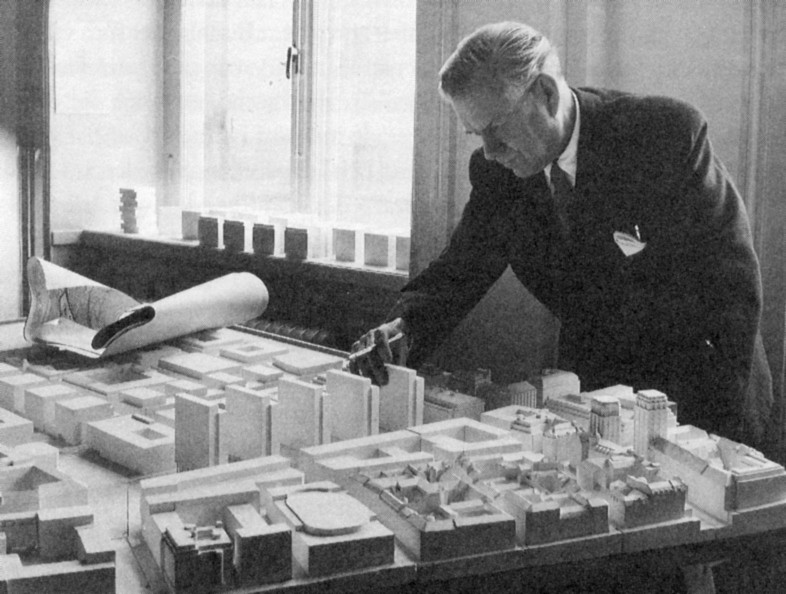
Markelius som stadsplanedirektör 1954 med modellen av Nedre Norrmalm.

Stockholms stad hade redan på 1930-talet löst in många fastigheter inför en möjlig förlängning av Sveavägen till Hamngatan. En speciallag, Lex Norrmalm, som gjorde det enklare för staden att expropriera fastigheter som förberedelse för större stadsplaneregleringar stiftades 1953. Lagen kritiserades för att bidra till förslumningen av området och drogs tillbaka 1979, efter att Europadomstolen i Strasbourg givit två berörda tomtägare rätt.
Den egentliga förnyelsen började på 1950-talet i samband med tunnelbanan. Tunnelbanebygget måste göras i öppet schakt  eftersom sträckningen gick rakt genom Brunkebergsåsens grus och sand. Ingen annan teknik stod till buds på den tiden. 
Stadsförnyelsens huvudaktör på 1950-talet var borgarrådet Helge Berglund (S). På 1960- och 70-talen var borgarrådet Hjalmar Mehr (s) starkt pådrivande i omdaningsprocessen.

### Planering
Ansvarig arkitekt för planeringen var Sven Markelius. Han var chef för utredningsavdelningen vid Byggnadsstyrelsen mellan 1938 och 1944 och sedermera stadsplanedirektör i Stockholm under åren 1944–1954. Han efterträdde Albert Lilienberg som gick i pension 1944.
När arbetet med Nedre Norrmalm kom igång 1945 under Markelius ledning öppnades ett särskilt "Norrmalmskontor" på Malmskillnadsgatan. Där samlade Markelius en ny grupp av medarbetare bestående av arkitekter, trafiktekniker och andra specialister, bland dem arkitekt David Helldén, som gav sig i kast med utformningen av bebyggelsen. Till grund för den fysiska planeringen låg Paul Hedqvists förslag från 1939. År 1946 presenterade David Helldén stadsbyggnadskontorets förslag till Sveaplatsen (numera Sergels torg) och Hötorgscity. Här fanns redan de fem höghusen som Yngve Larsson hade kallat "de fem trumpetstötarna".
1951 inrättades ett speciellt organ för cityombyggnaden – Nedre Norrmalmsdelegationen. Syftet angavs vara att skapa garantier för att "samarbetet rörande Norrmalmsregleringen mellan stadens olika organ i fortsättningen kan bedrivas med största möjliga effektivitet och snabbhet".

### Rivningar

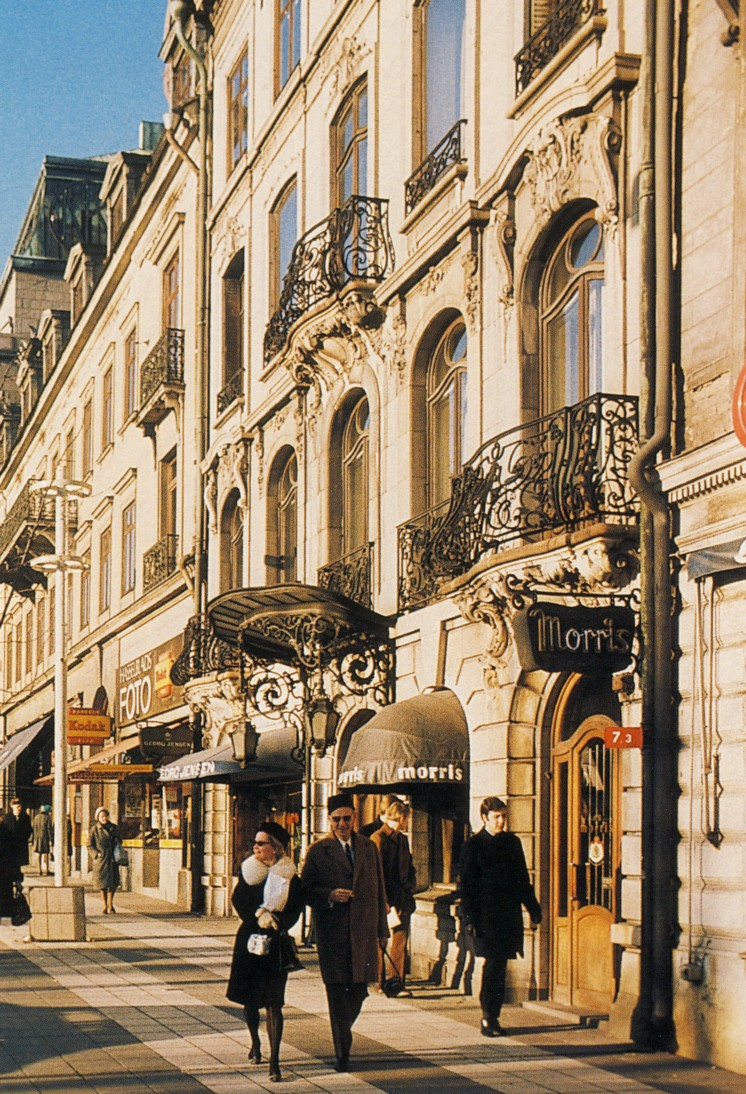
Sagerska husen, 1968.

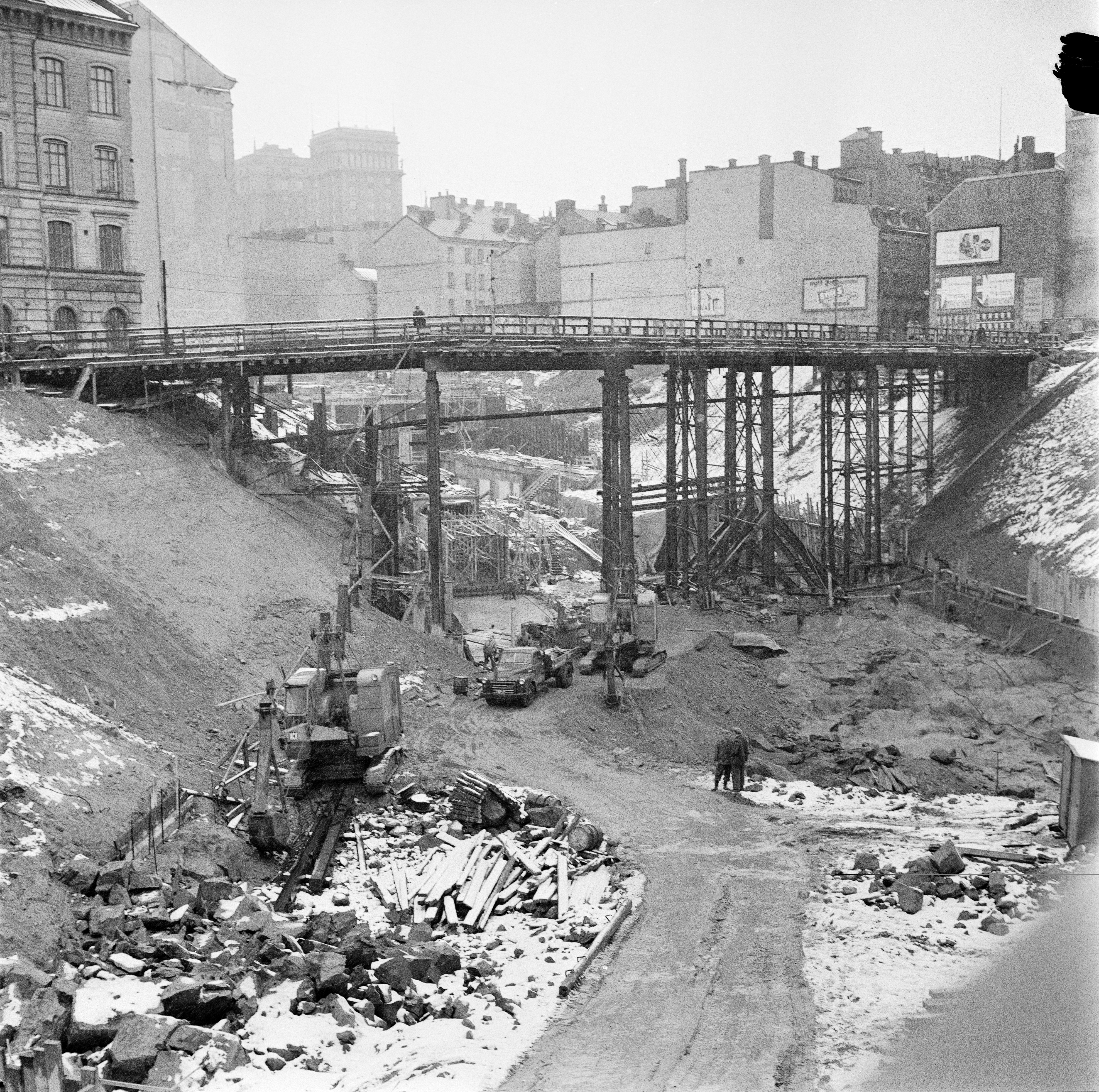
Riksgropen, Norrmalm, 1956.

Enligt uppgift revs omkring 700 byggnader i Klarakvarteren. Rivningarna påbörjades i mars 1952 i kvarteren mellan Malmskillnadsgatan och Sergelgatan där det var Sveavägen som skulle fram mellan Kungsgatan och Hamngatan, och fortsatte under de följande två decennierna ända ner till Jakobsgatan. 
Gamla Telefontornet vid Brunkebergstorg, som hade skadats vid en brand 1952 och hotade att störta samman, revs 1953. Rivningarna omfattade ett stort område.  Området där tunnelbanan skar igenom Brunkebergsåsen, kring Sergels torg, var under många år en kraterliknande byggarbetsplats, även kallad Riksgropen innan torget stod klart 1966.
Framdragandet av tunnelbanan och nedre Sveavägen och gatubreddningar vid Regeringsgatan, Malmskillnadsgatan, Hamngatan, Jakobsgatan och Klarabergsgatan krävde stora ingrepp bland den äldre bebyggelsen. Man försökte länge bevara Betlehemskyrkan och de kulturhistoriskt intressanta byggnaderna i Kvarteret Beridarebanan, men dessa låg mitt i området och det ansågs svårt att inordna dem i nya stadsbilden och i tunnelbanans lösning. Även Eugeniakapellet och krogen Tre remmare som omnämns i Bellmans epistlar revs. I området kring Kungsträdgården revs de Sagerska husen, Sidenhuset och Blancheteatern. Samtliga byggnader i de legendariska tidningskvarteren revs under Norrmalmsregleringen, med undantag för Stockholms-Tidningens och Aftonbladets hus vid Vattugatan 12, vilka revs 1989.

### Nybyggnad fas 1 enligt cityplan 1946

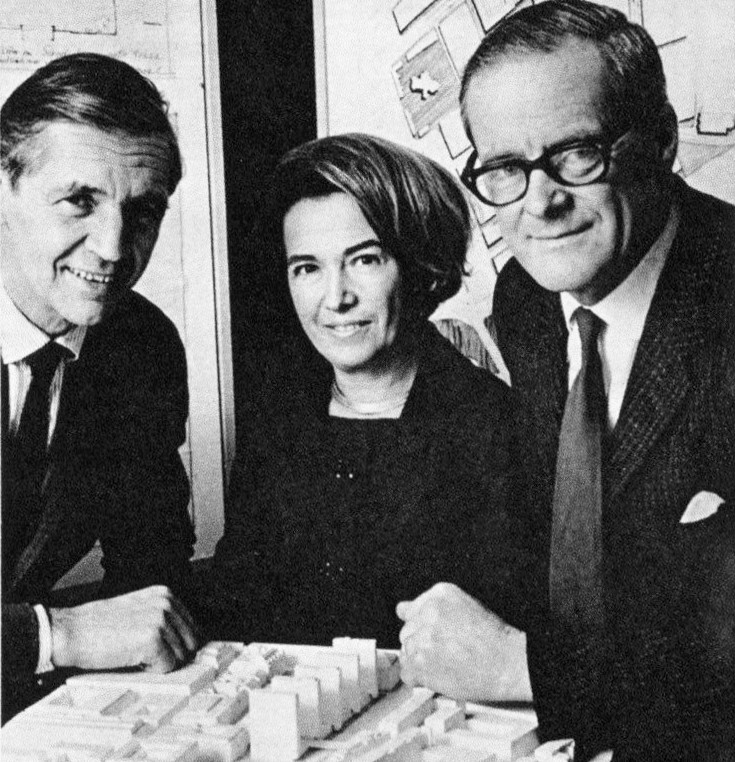
EGT-gruppen: Anders Tengbom, Léonie Geisendorf och Ralph Erskine 1966.

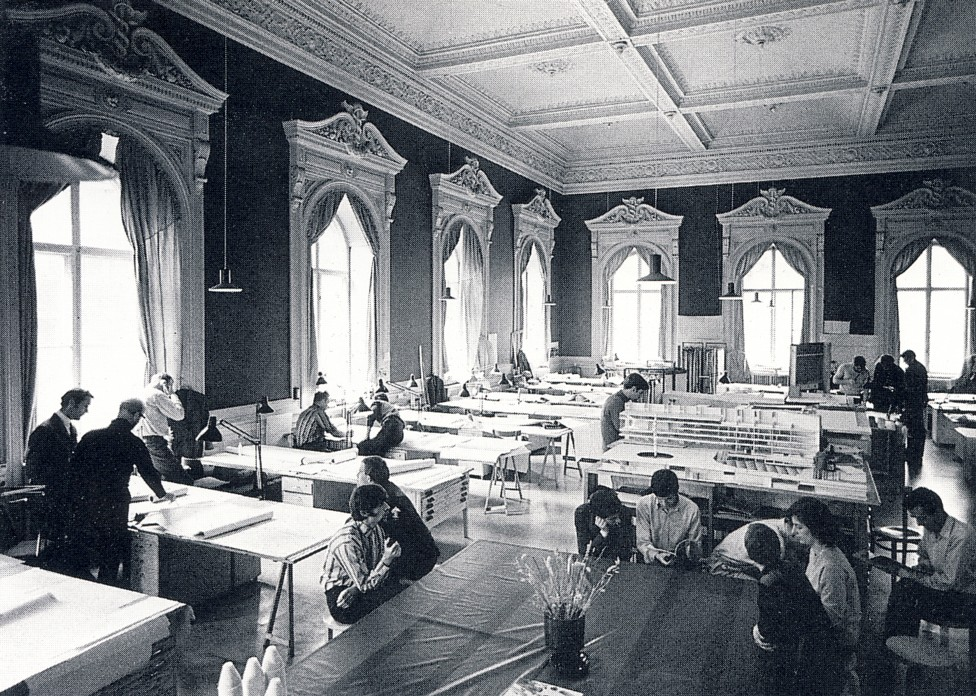
Peter Celsings kontor på Lilla Nygatan 1967 i bakgrunden på bordet syns modellen för Kulturhuset.

Markelius ville ha en arkitekttävling om utformningen av höghusen och andra byggnader i nya city, men det gick stadens politiker inte med på. Det var bråttom och en lång tävling med utvärdering hade man inte tid med; frågan hade diskuterats i årtionden och nu ville man se resultat.
Så delades uppdragen ut till välrenommerade svenska arkitektkontor. Sven Markelius själv fick projektera det tredje höghuset, David Helldén utformade det första höghuset och Hötorgscity med nya Hötorgshallen och Sergelteatern samt Sergels torg. Backström & Reinius ritade det femte höghuset (som ursprungligen skulle bli ett hotell), Anders Tengbom fick höghus nummer två och Lars-Erik Lallerstedt höghus nummer fyra.
Den 24 november 1957 kunde tunnelbanans södra och västliga linjer (idag Gröna linjen) knytas ihop när sträckan Slussen-Hötorget togs i bruk. År 1964 öppnades den så kallade T-bana 2 (idag Röda linjen) som förband de nya sydvästra förorterna Skärholmen och Bredäng med Östermalm.
I och med invigningen av Hötorgsskrapa nummer fem (den närmast Sergels torg) och färdigställandet av Hötorgscity 1966 var den första nybyggnadsfasen avslutad. 
Det visade sig svårt att få de avrivna tomterna bebyggda; förhoppningarna om att näringslivet behövde centralt belägna kontor visade sig grundlösa. Tomterna kom sedan att stå obebyggda i många år, den så kallade "Riksgropen", och opinionen för att avbryta projektet växte. Inte minst svängde Yngve Larsson som kanske hade gjort mest för att få det till stånd.

### Nybyggnad fas 2 enligt cityplan 1962 och 1967
För området söder om Sergels torg utlyste Stockholms stad och Riksbanken en idétävling 1965–1966. Som underlag för tävlingen förelåg 1962 års cityplan, som byggde på stadens beslut 1945. I slutstriden om uppdraget låg ett förslag med namnet "Corso" av EGT-gruppen (bestående av Ralph Erskine, Léonie Geisendorf och Anders Tengbom) bredvid Peter Celsings förslag. Många i tävlingsnämnden ansåg att EGT-gruppens förslag var något nytt och positivt och nämnden beslöt därför att inköpa bidraget. I EGT-gruppens förslag förenades stadens två centra (Sergels torg och Gustav Adolfs torg) både visuellt, funktionellt och trafiktekniskt, men de avvek helt från den fastställda cityplanen. 
Efter en livlig debatt antogs slutligen Celsings idéförslag, eftersom det följde cityplanen, vilket inte EGT-gruppens förslag gjorde, trots en bearbetning. Att EGT-gruppens förslag föll berodde delvis på den negativa inställningen i Principplanen för den fortsatta citysaneringen, City 67. Så fylldes en av de sista byggroparna under åren 1968–1976 med Peter Celsings Kulturhus mot Sergels torg och det nya Riksbankshuset mot Brunkebergstorg och tanken med den fria siktaxeln från Hagaparken till Gustav Adolfs torg och slottet begravdes slutgiltigt. Celsing fick inte uppleva det färdiga resultatet, han dog 1974.
Övriga större nybyggnader i området som färdigställdes på 1960- och 1970-talen var Åhléns City vid Klarabergsgatan (1964), arkitekt Backström & Reinius; Skandinaviska bankens byggnad vid Sergels torg (1963–1966), arkitekt Kjell Ödeen; Götabanken vid Sveavägen (1963–1967), arkitekt Anders Tengbom; Sverigehuset vid Kungsträdgården (1969), arkitekt Sven Markelius (för övrigt Markelius' sista uppdrag); Sparbankshuset vid Hamngatan (1973–1975), arkitekt Carl Nyrén; PK-huset vid Hamngatan, arkitekt Backström & Reinius (1971–1974). Under Klara kyrka, Sergels torg och angränsande områden byggdes även ett av Sveriges största skyddsrum för cirka 12 000 personer, Klara skyddsrum.
Ett av de sista husen som färdigställdes var Gallerian vid Hamngatan (1976–1977), arkitekter Malmquist & Skoogh, Boijsen & Efvergren med flera. Projektet genomgick många turer och innebar rivning av Norra Smedjegatan och fyra kvarter. Projektet kallades Storviggen som även var det nya kvartersnamnet för hela området (idag Trollhättan). Största byggnaden i Storviggen skulle bli ett hotell vänt med sin långsida mot Brunkebergstorg. Mot öster och Norra Smedjegatan var hotellet tänkt att bli 15 våningar högt. Kvarteret och hotellet förprojekterades under största sekretess av Malmquist & Skoogh på uppdrag av stadens saneringsavdelning. Man träffade även en preliminär överenskommelse med amerikanska InterContinental Hotels Group att finansiera och driva hotellet. Men den amerikanska hotellkedjan hoppade av och staden stod med ett tomt jättekvarter som var svårt att fylla med lämplig bebyggelse. Enligt arkitekturhistoriken Thomas Hall är det rimligt att se det havererade projektet Storviggen och saneringsavdelningens agerande som vändpunkt i Norrmalmsregleringen.
Nybyggnadsetapperna fas 3, 4 och 5 enligt City 67 som omfattade bland annat Tunnelgatans breddning och ombyggnad till lokal huvudgata, delar av Östermalm fram till Humlegårdsgatan och Sibyllegatan samt Blasieholmen och Blasieholmsleden genomfördes aldrig.

### Bildgalleri
Historiska bilder från byggtiden på 1950- och 1960-talen

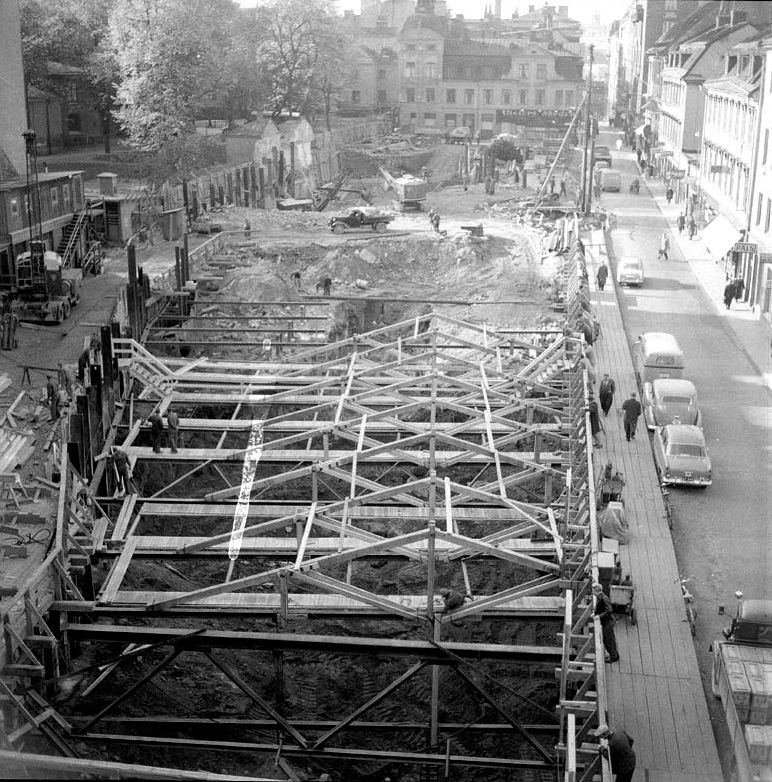
Tunnelbanan påbörjad längs Klarabergsgatan. Klara kyrkogård till vänster. 1953.
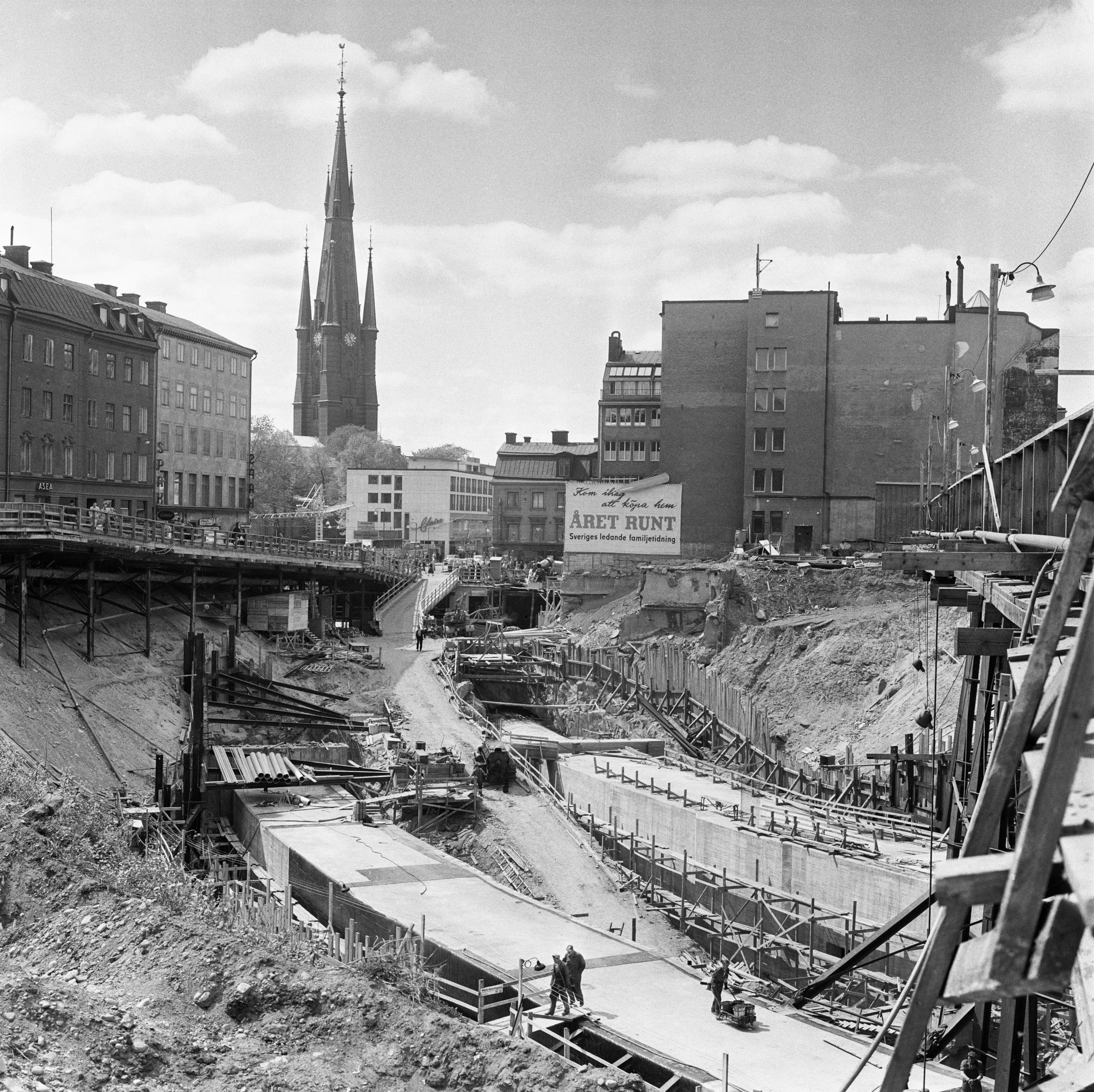
Tunnelbanan mellan Hötorget och T-Centralen närmar sig fullbordan. Klarabergsgatan (till höger) och Mäster Samuelsgatan (vänster), båda på provisoriska broar. Maj 1957.
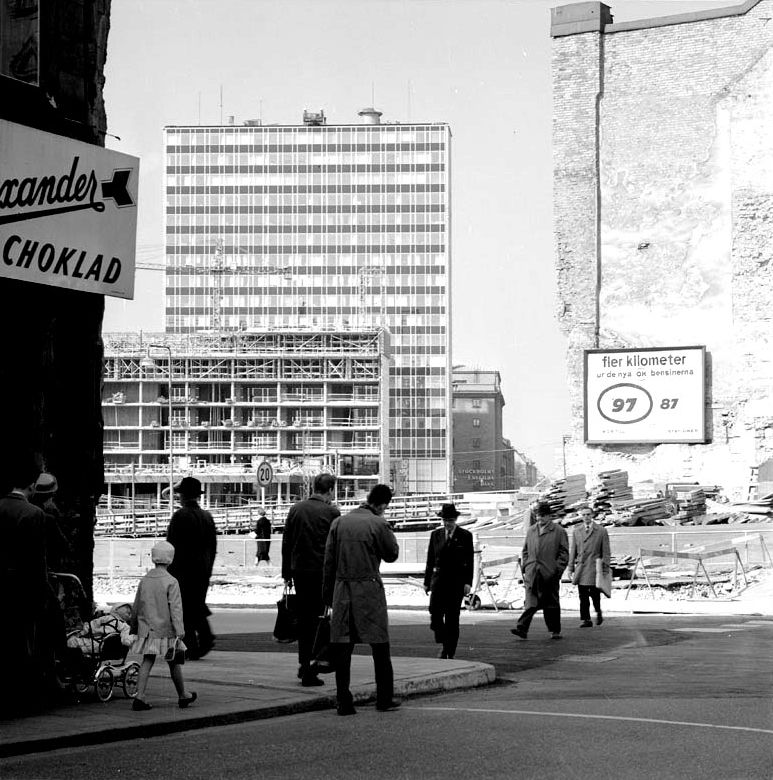
Det nya hötorgscity tar form: det första höghuset sett från Malmskillnadsgatan vid Hamngatan. 1959.
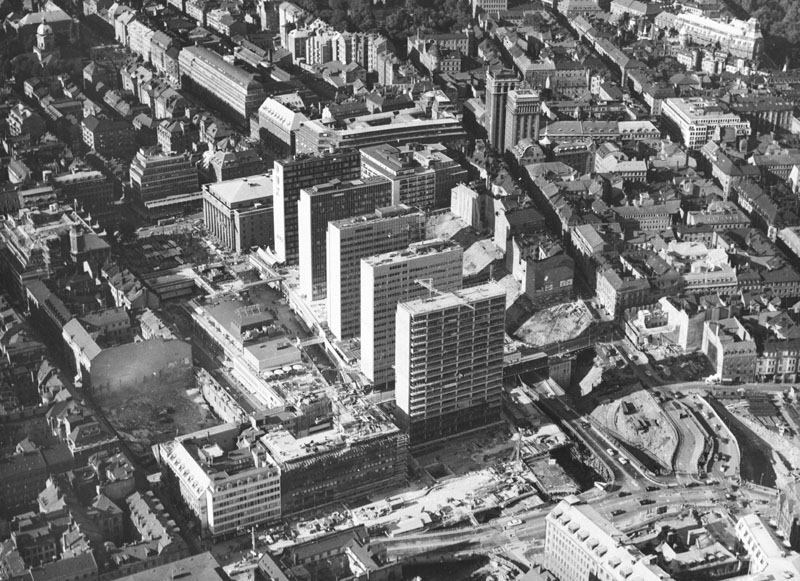
Alla fem hötorgsskraporna resta, medan arbetet med Sergels torg pågår, cirka 1965.
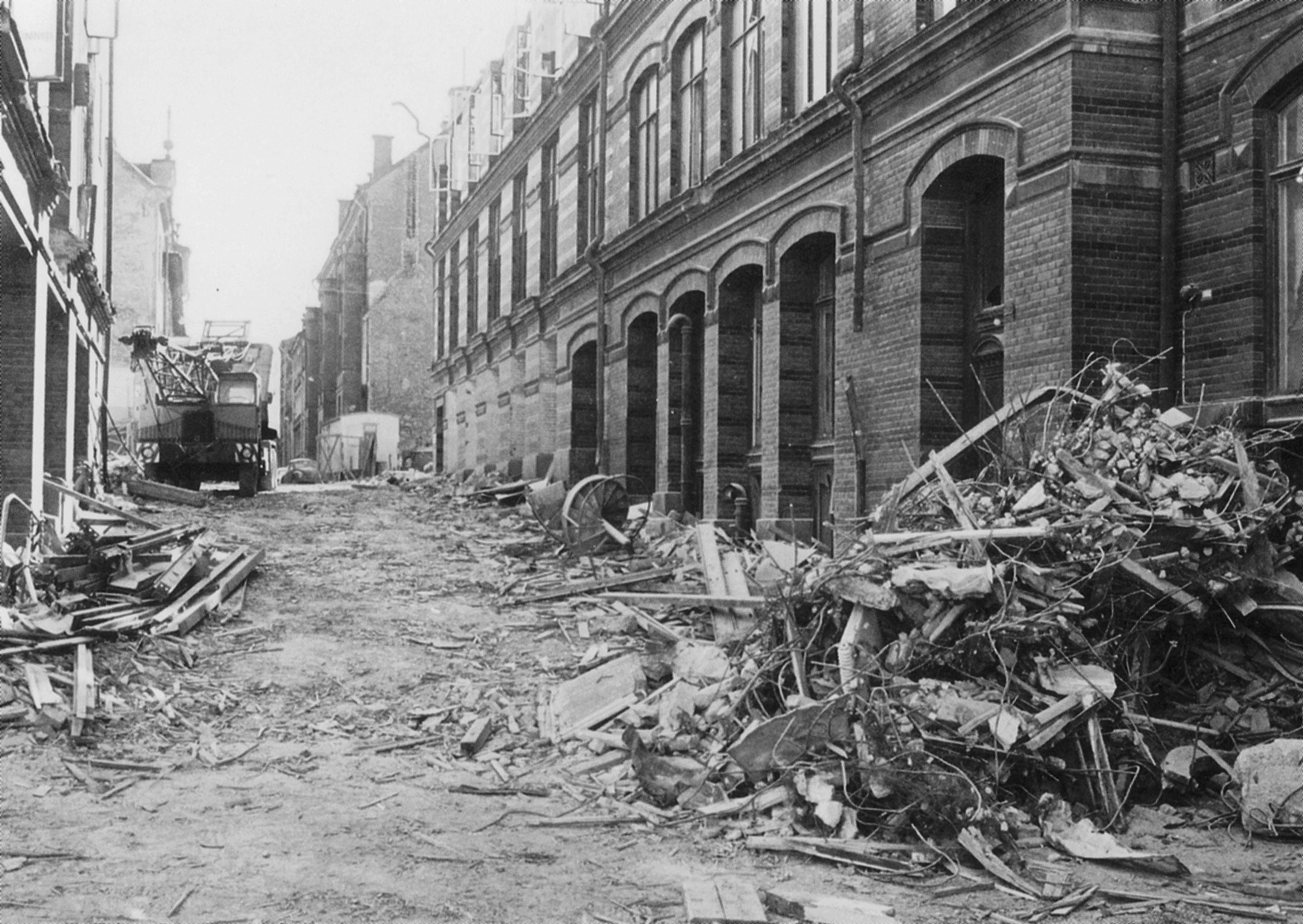
Rivning av Norra Smedjegatan, vy söderut, 1968. Idag sträcker sig här Gallerians huvudstråk.

## Kritik
Nybyggnadsetappen 1 med Hötorgscity och de fem höghusen hade fortfarande folkligt stöd och framtidsoptimism dominerade än så länge allmänhetens och kulturpersonligheternas uppfattning. Exempelvis ansåg författaren Per Wästberg 1957 att man gärna kunde riva den halvgamla slumbebyggelsen i Klara; "den hade ju ändå inte kunnat bevaras till någon glädje".

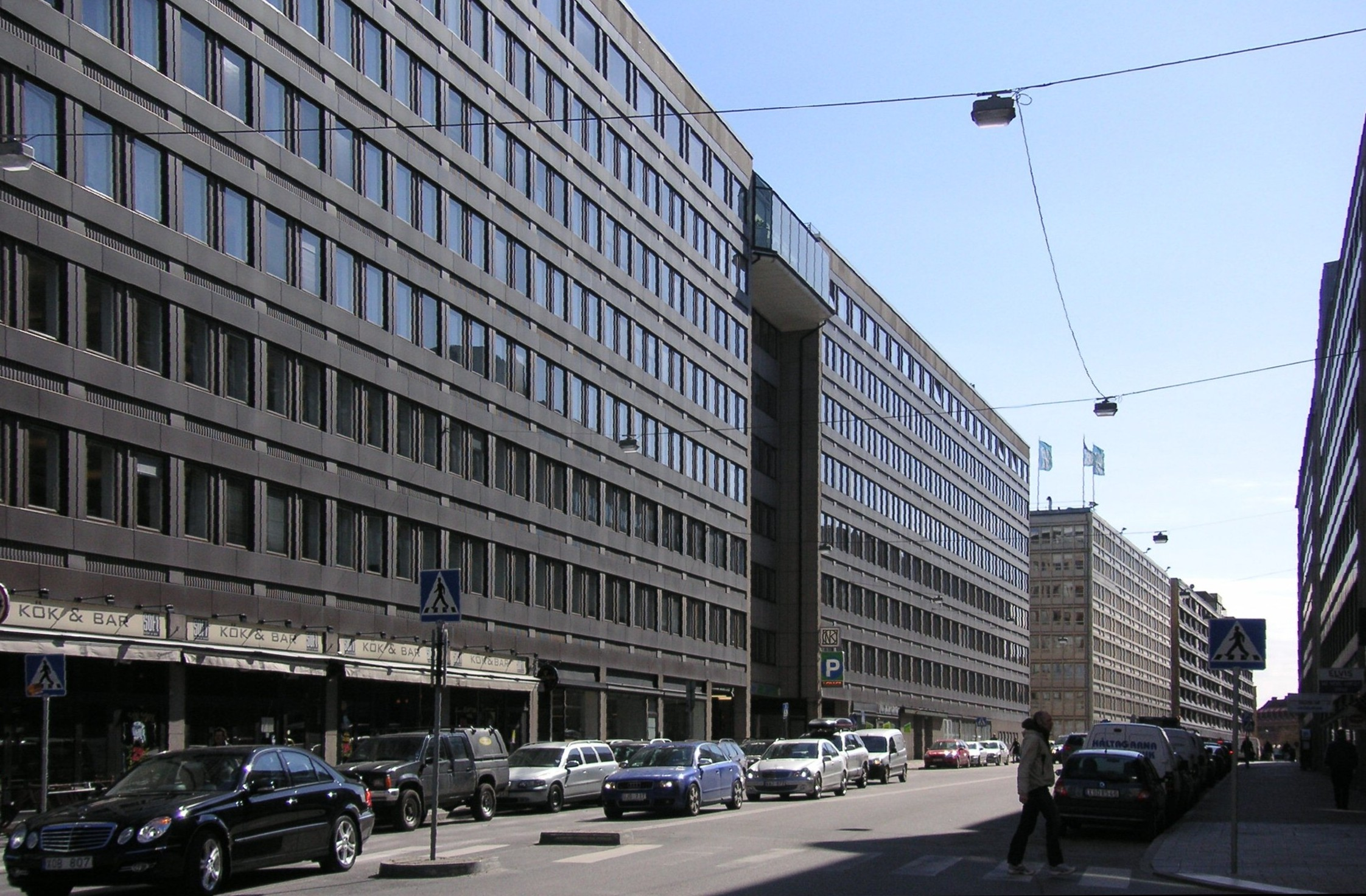
Hästskon 12, fasader mot Malmskillnadsgatan innan ombyggnaden 2017-21. "En själlös konservburksarkitektur" enligt arkitekturhistorikern Fredric Bedoire.

Den fortsatta utbyggnadsetappen 2 enligt 1962 års cityplan och City 67 mötte dock motstånd av arkitekter, konstnärer, författare, historiker och till och med stadens egna trafikexperter. De underströk även den totala avsaknaden av kulturaktiviteter i det framtida City. Den synpunkten förändrades dock i och med att staden beslutade att uppföra Kulturhuset.
För staden gällde det nu att över huvud taget finna privata byggherrar och finansiärer, som skulle kunna fylla alla byggropar med hus. Näringslivet hade redan tidigare visat ointresse att bygga nytt i blivande City; de ville inte acceptera tomträttssystemet och underordna sig Stadshusets anvisningar. Inte heller hade det några särskilda skäl att flytta från sina tidigare huvudkontor. Huvudförutsättningen för regleringen saknades alltså, och den började framstå som alltmer ekonomiskt vågsam. Stödet i stadshuset vittrade. Inte minst svängde planens främsta tillskyndare Yngve Larsson till passionerad motståndare till fortsatta rivningar. 
När några av Sveriges storbanker efter mycken tvekan till slut började fylla riksgroparna med bankpalats fanns ingen större arkitektonisk vision, med undantag för Carl Nyréns Sparbankshuset vid Hamngatan. Annars var det ekonomiska synpunkter som dominerade över de estetiska - "en själlös konservburksarkitektur, en dyster bakgrund till Ababvakternas och de prostituerades stadsdel", som arkitekturhistorikern Fredric Bedoire uttryckte det 1985.
Omvandlingen fördömdes passionerat av många av tidens kulturpersonligheter, såsom Per Anders Fogelström, Lars Gyllensten, Cornelis Vreeswijk, Karl Vennberg och arkitekturhistorikern Göran Lindahl. När byggroparna aldrig fylldes med hus och rivningstomterna år efter år stod tomma och användes som bilparkering tröttnade även allmänheten. Kritiken kulminerade 1971 i samband med den riksbekanta Almstriden då flera dagars skärmytslingar mellan aktivister och stadens företrädare till slut ledde till att en planerad tunnelbaneuppgång fick flyttas för att spara Kungsträdgårdens almar. 
Tidsandan var inte längre densamma som vid tiden för den politiska debatten och 1940-talets stora beslut. Framstegsoptimismen hade till stor del fått ge vika både för 68-vänstern och en framväxande traditionalism. Även den tidiga miljörörelsen hade börjat växa fram.
Kritiken handlade främst om arkitekturen, som uppfattades som alltför steril och historielös, beslutsprocessen som ansågs ha skett i strid med den framväxande negativa opinionen och brist på hänsyn till områdets byggnadsantikvariska och kulturhistoriska värden, som man menade gått förlorade i stor omfattning.
Några av de mest kritiserade rivningarna var de kulturhistoriskt intressanta byggnader som låg utmed södra Drottninggatan, såsom Wredeska Palatset, samt på nedre Regeringsgatans östra sida, där man på 1950-talet skymtade 14 olika fasader byggda under fyra århundraden, sedermera ersatta av en blank aluminiumfasad.
I många kritiska Klaraskildringar återkommer ett citat från ett kåseri av den då välkända signaturen Jolo, ett typiskt uttryck för tidens kritiska opinion:
| ”                                       | En okunnig amerikansk turist lär i sommar ha frågat om det var ryssar eller tyskar som haft sönder Stockholm. Han bör ha kunnat få det stolta svaret att det har vi gjort alldeles själva. | „ |
| – Jan Olof Olsson, Stockholmsluft, 1974 | |   |

Även under senare år har kritik framförts, bland annat av dokumentärfilmaren Anders Wahlgren:
| ”                                                               | De ansvariga var en handfull män med Hjalmar Mehr och Åke Hedtjärn i spetsen. Med nästan diktatoriska metoder genomförde de rivningsplanerna. Med ett listigt politiskt rävspel fick de sin vilja igenom. Och motståndet var svagt. | „ |
| – Anders Wahlgren, dokumentärfilmen Staden i mitt hjärta (1992) | |   |

Kritikerna pekade på att Gamla Stan under samma tid också blivit kraftigt förslummat. Idag finns stor enighet om det positiva i att den gamla bebyggelsen i Gamla Stan bevarats (se Stadsplanering i Gamla stan). Gamla Stan hade dock redan innan Norrmalmsregleringen förlorat sin funktion som centralpunkt för affärsliv och förvaltningar till fördel för Norrmalm, och hade därmed inte samma behov av reglering.

### Bemötande
Kritiken bemöttes av såväl regleringsbeslutets förgrundsgestalt Yngve Larsson som genomförandets huvudperson Hjalmar Mehr:
| ”                                                                  | Finner man de skäl för Norrmalmsregleringen... måste man, om ock med smärta, finna sig i att regleringen går fram över gator och kvarter med historia och med den atmosfär, som många generationers stockholmsliv ger (...) Också moderna gator och kvarter kan ha atmosfär och trevnad: det beror icke på husens ålder utan på det liv som rör sig kring dem. | „ |
| – Yngve Larsson, Nedre Norrmalm - Historiskt och ohistoriskt, 1960 | |   |

| ”              | Vad är det för romantik i Nedre Norrmalm? Vasastan? Kungsholmen? Nedre Norrmalms fastighetsbestånd var ju uppruttet, uppsmällt under tider av spekulationshausser av privata byggherrar. De smällde upp hyreskaserner. Jag är ju nästan den ende av alla som diskuterar det här som bott där hela tiden. Min mamma flyttade vart och vartannat år. Stora omoderna lägenheter med torrklosett och råttor på gården och djävligt och dant. Alltså saneringsmogna fastigheter. Romantiken är för dem som bor bra. Sedan ska fattigt folk bo kvar i uppruttnade bostäder hur länge som helst. Det fastighetsbestånd man har haft där har ju inte haft några estetiska arkitektoniska eller kulturhistoriska värden. | „ |
| – Hjalmar Mehr | |   |

Arkitekturhistorikern Thomas Hall skrev 1999 i sin bok Huvudstad i omvandling:
| ” | Alternativet till en förnyelse [av Nedre Norrmalm] i kommunal regi hade varit ett antal punktsaneringar, genomförda av fastighets- och byggbolag, samt av företag som önskade lokaler i city. Resultatet kunde blivit en sönderhackad stadsstruktur utan ordnad kommunikationsförsörjning. | „ |

### Följder
I kombination med försämrade kommunala finanser ledde den kritiska opinionen till att nya infrastrukturprojekt började mattas av under 1970-talet, och frågan om Norrmalms reglering förblev en politiskt het potatis för lång tid framöver. Efter Almstriden blev det politiskt omöjligt för Socialdemokraterna att behålla Hjalmar Mehr som finansborgarråd, och han kom istället att bli landshövding i Stockholm under flera år.
Även stadsplanerarna tog sina konsekvenser i och med att generalplanen för Stockholm City 67 ej fullföljdes. År 1978 trädde en helt ändrad plan, Cityplan 1977, i kraft.

## Nedre Norrmalm idag

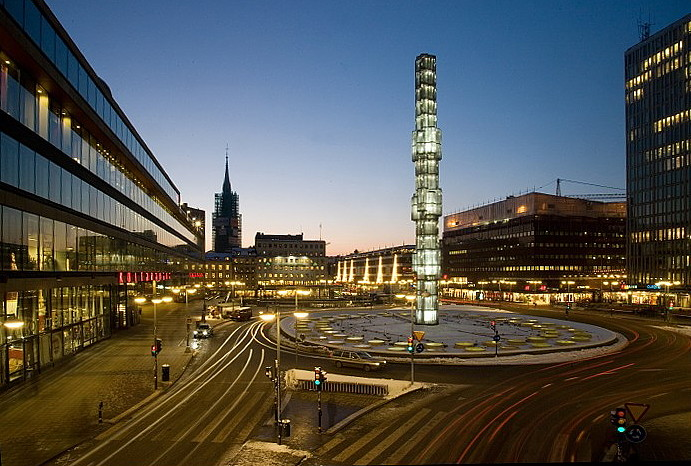
Sergels torg, en vintereftermiddag 2006.

Under senare tid har en del åtgärder vidtagits för att mildra den kritik som framförts mot arkitekturen i Stockholm City. Parkeringshuset "Elefanten" vid Herkulesgatan ersattes år 2003 av nya bostäder, Hötorgscity fick 1995 till slut den tänkta ljusa glasfasaden mot Hötorget när Filmstaden Sergel blev klar (Sven Markelius hade ursprungligen planerat Stockholms Stadsteater här), och de dragiga gårdarna mellan höghus tre och fyra blev inglasade år 2000.
Av de gamla Klarakvarteren återstår idag exempelvis Klara kyrka och Klara gamla skola, samt Rosenbad och de gamla palatsen mot Norrström och Tegelbacken.

### Stadsmuseets Norrmalmsinventering 2007
Våren 2007 genomförde Stockholms stadsmuseum en omfattande inventering och klassificering av samtliga byggnader på Norrmalm i Stockholm som hade uppförts 1960-1989. Stockholms stadsmuseum dokumenterade samtliga byggnader i ord och bild som vägledning vid eventuella framtida förändringar av bebyggelsen i Stockholms city.
Bland de 14 mest värdefulla byggnaderna, vars kulturhistoriska värde motsvarar fordringarna för byggnadsminnen i Kulturmiljölagen, återfanns 11 byggnader uppförda i samband med Norrmalmsregleringen, ritade av några av tidens mest namnkunniga arkitekter som Peter Celsing och Carl Nyrén liksom Stockholmskontoret Backström & Reinius.

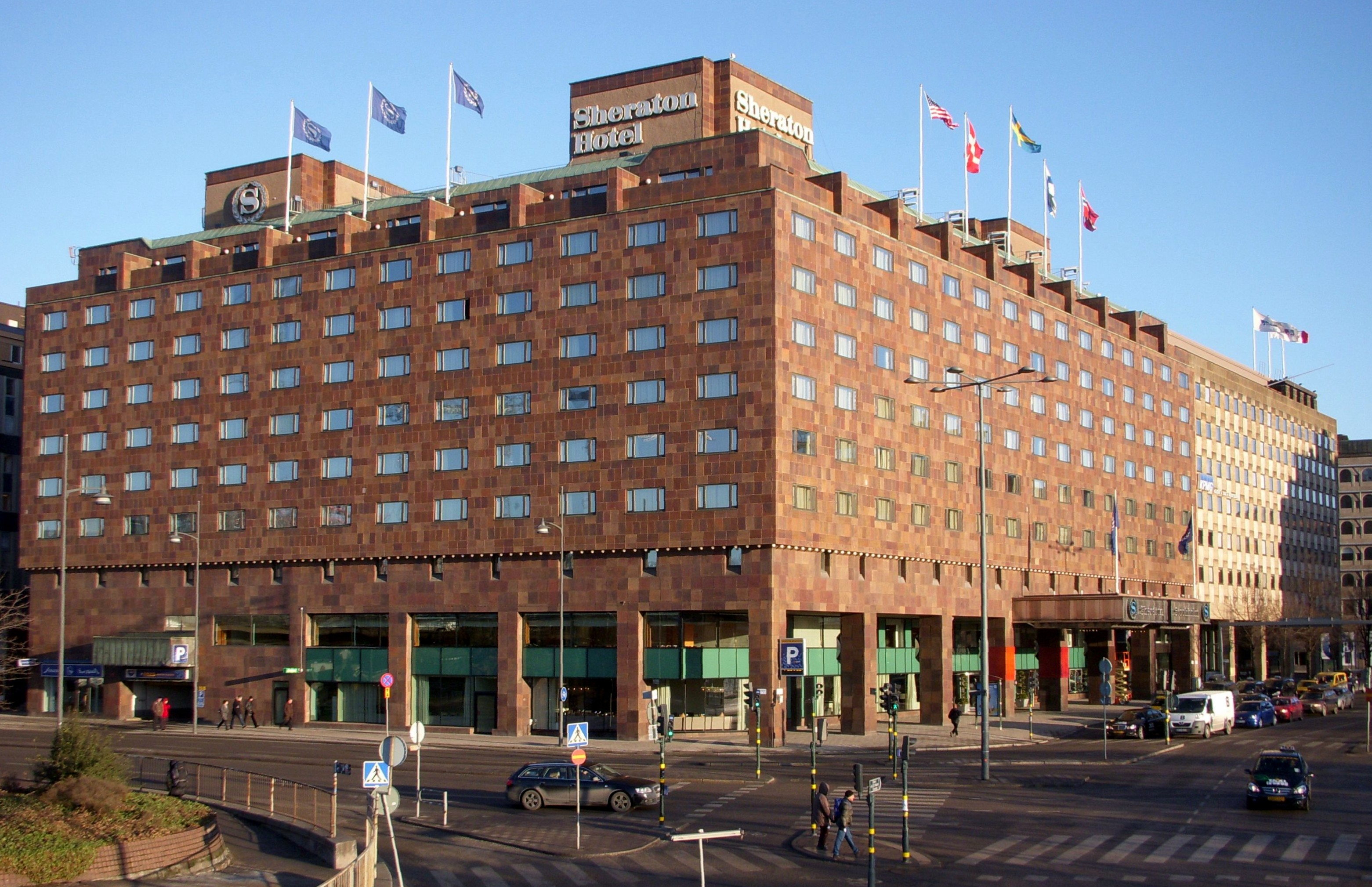
Sheraton
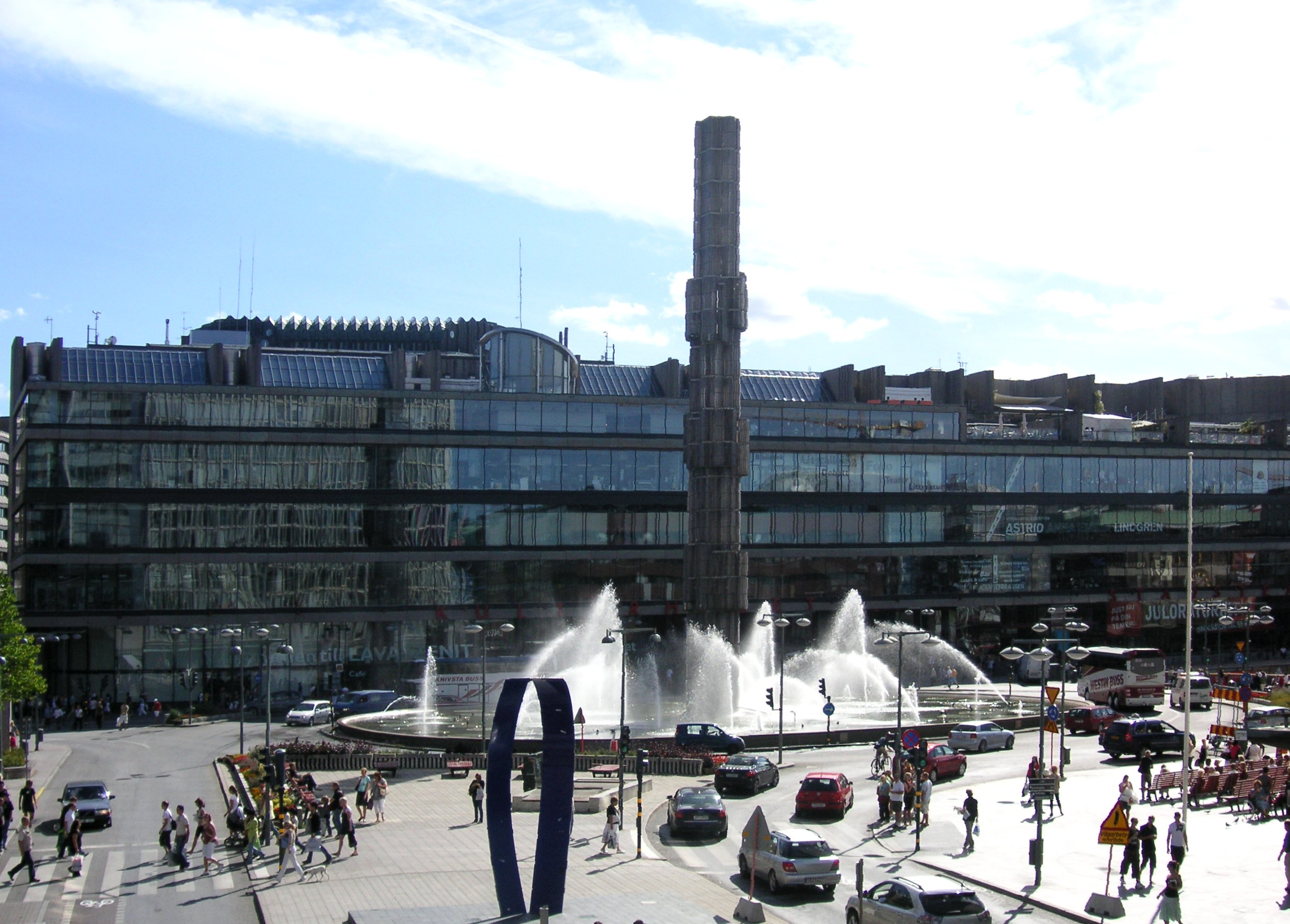
Kulturhuset
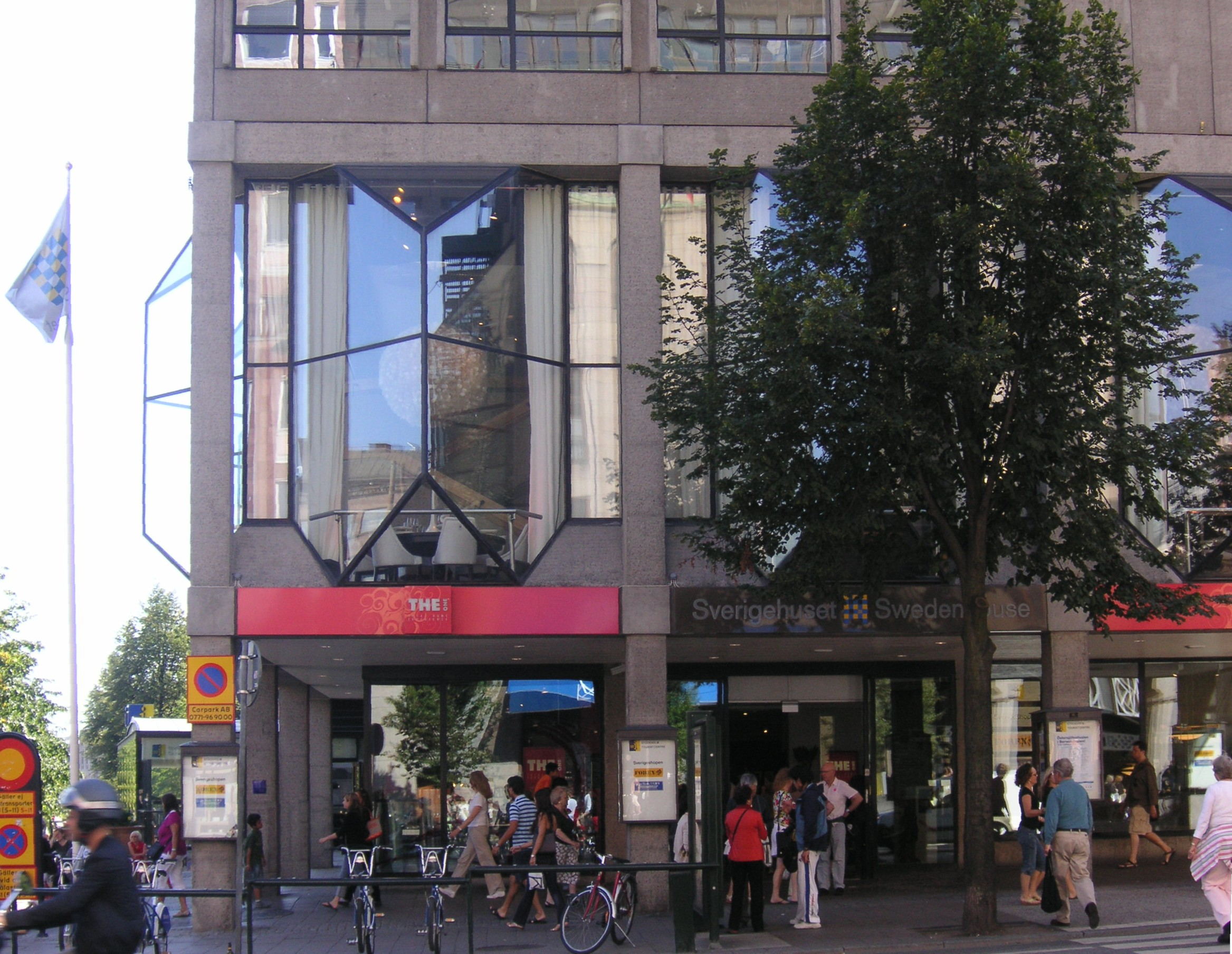
Sverigehuset
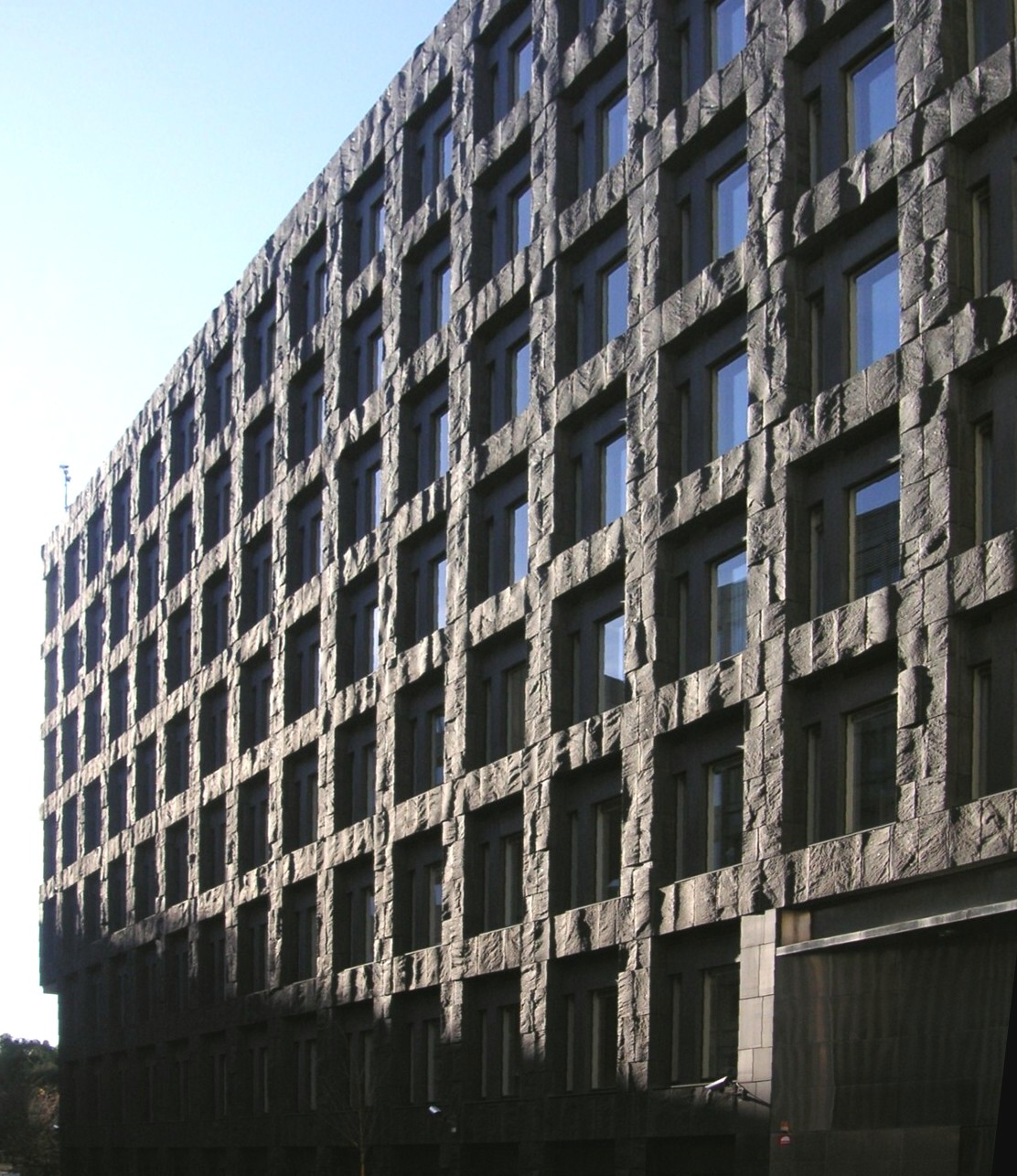
Riksbankshuset
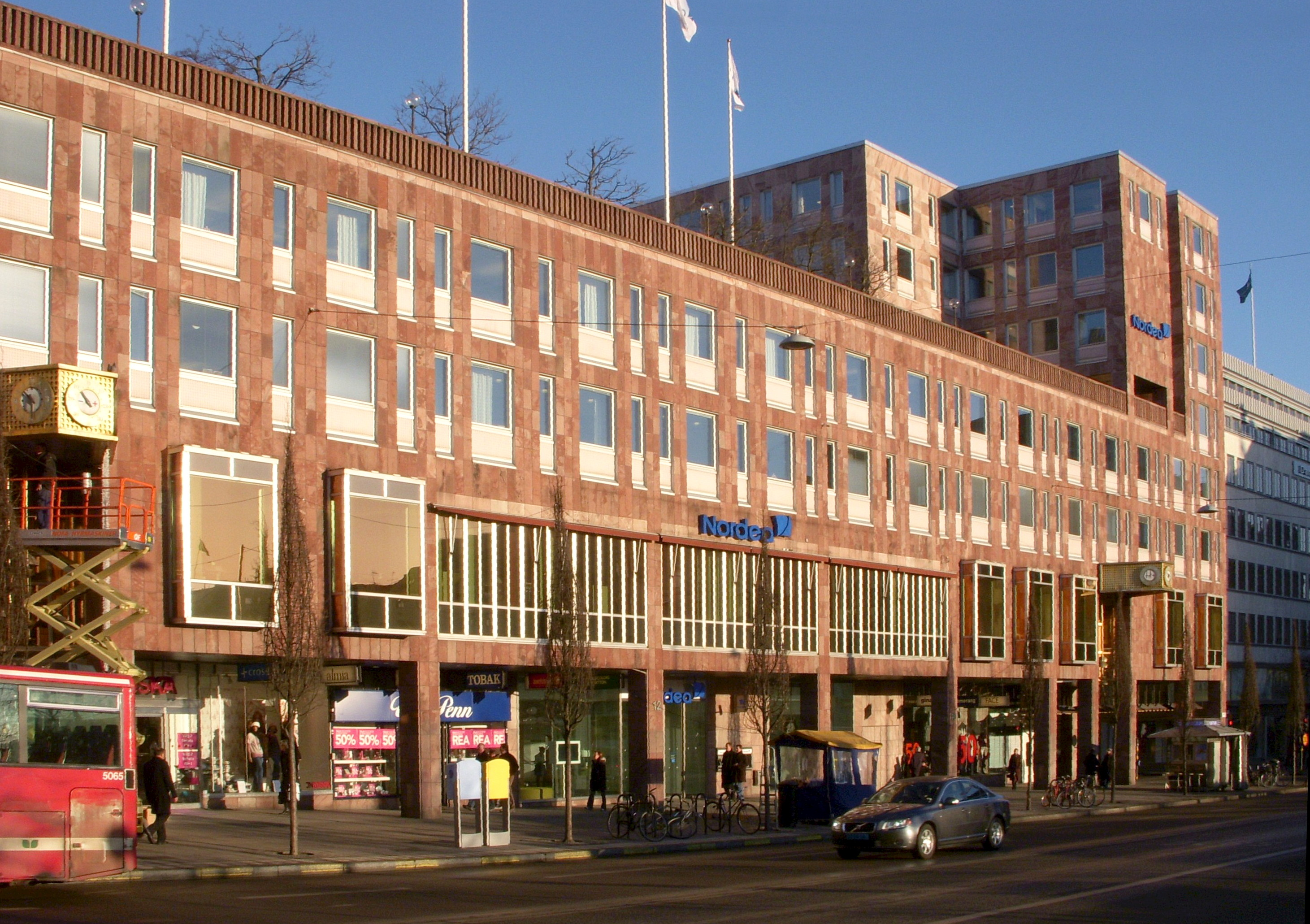
PK-huset
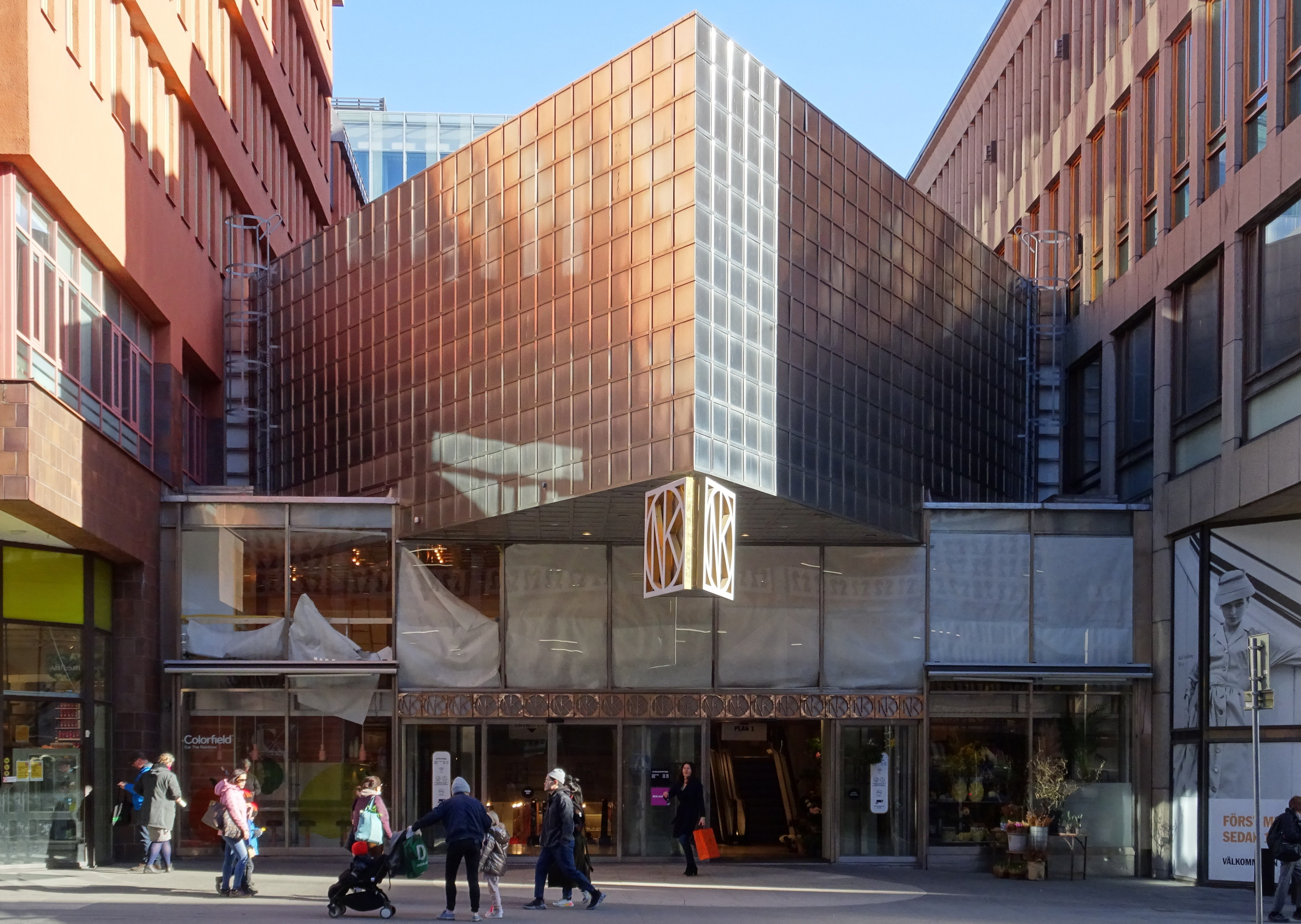
NK:s nya entré
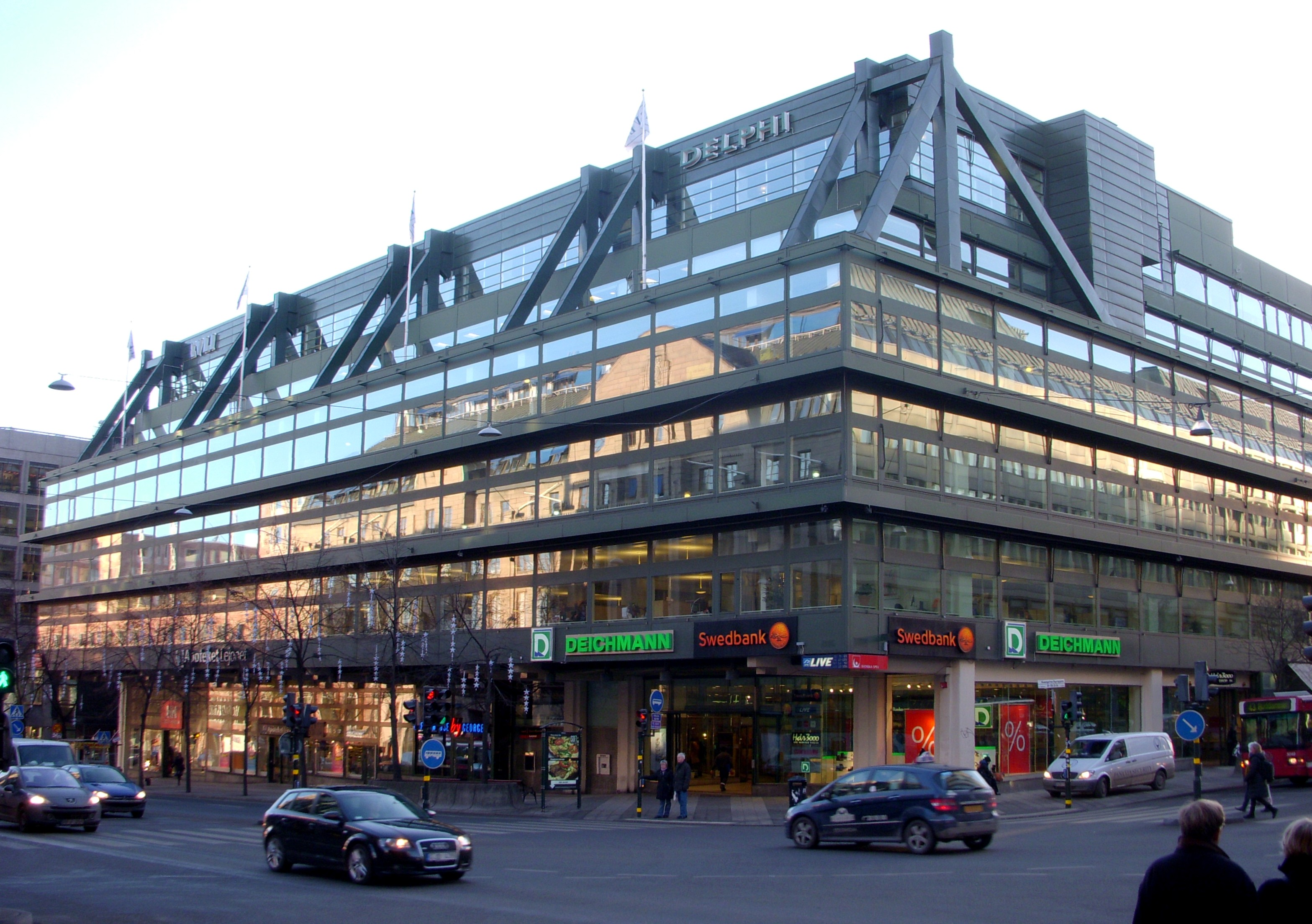
Sparbankshuset
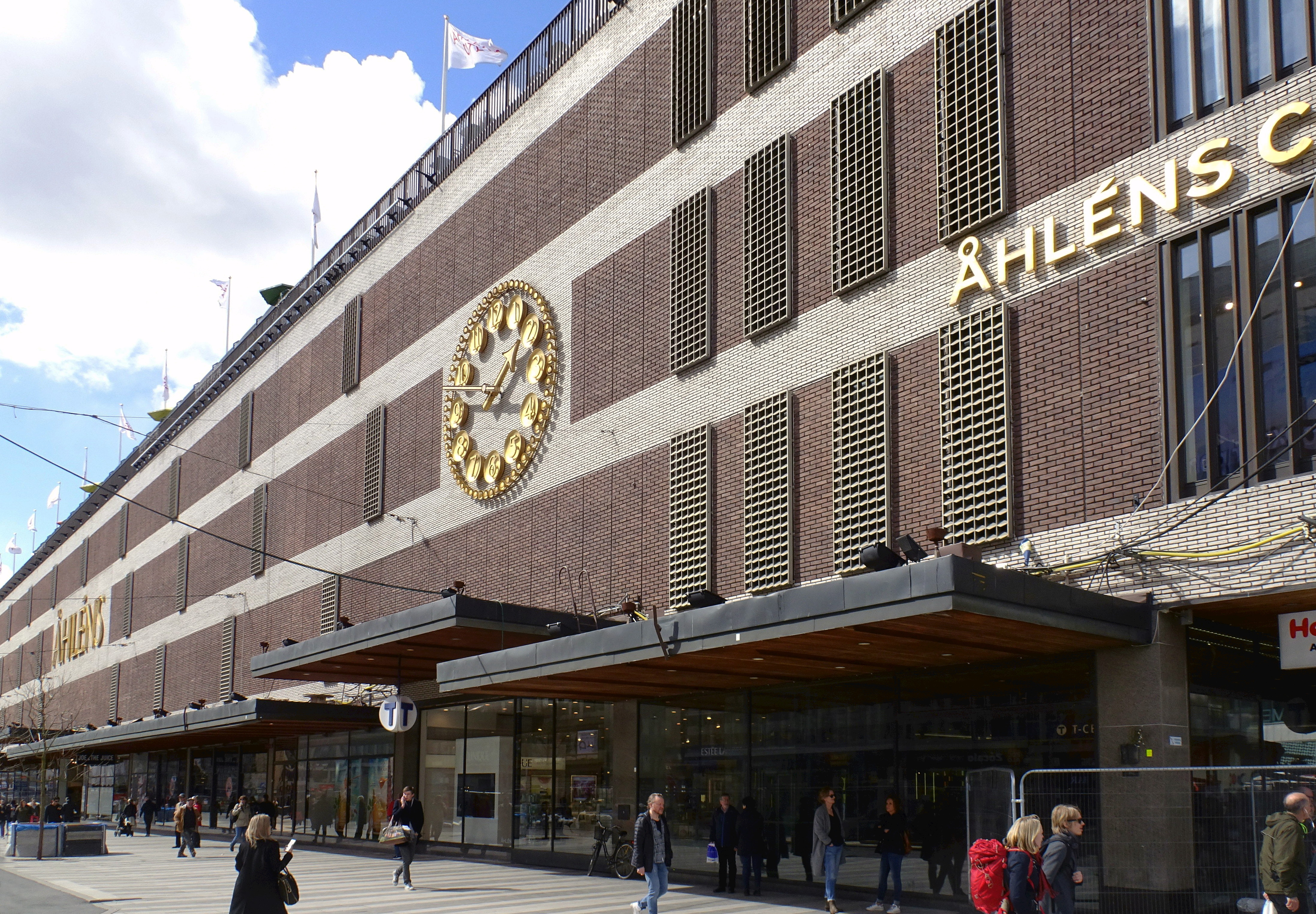
Åhléns City